# رياضة السيارات ساوبر
رياضة السيارات ساوبر(بالإنجليزية: Sauber Motorsport)‏ هي شركة سويسرية متخصصة في هندسة رياضة السيارات. تأسست عام 1970 (باسم PP ساوبر AG) على يد بيتر ساوبر، الّذي تقدّم من خلال تسلق التلال وبطولة العالم للسيارات الرياضيّة للوصول إلى فورمولا واحد في 1993 . بعد تشغيله باسمها الخاص من عام 1993 حتى عام 2018 ، أعادت محركات رياضيّة ساوبر AG تسمية فريق سباقات الفورمولا 1 الخاص بها إلى فريق ألفا روميو فورمولا 1 في صفقة شراكة مع ألفا روميو من عام 2019 إلى عام 2023. من المقرر أن يكون ساوبر فريق مصنع أودي لموسم عام 2026 فصاعدًا.
نظرًا لعدم فوزه بالجائزة الكبرى كمستقل، أصبح اسم الفريق بي أم دبليو ساوبر عام 2005 وتنافس باسم بي أم دبليو ساوبر من عام 2006 إلى عام 2009، واحتل المركز الثاني عام 2007 والثالث في عام 2008 في بطولة الصانعين، وسجل فوزه الوحيد في سباق الجائزة الكبرى. في سباق الجائزة الكبرى الكندي 2008. في نهاية موسم عام 2009 الأقل نجاحًا، انسحبت بي أم دبليو من فورمولا 1 وظل مستقبل الفريق غير مؤكد لعدة أشهر حتى تم تسليم السيطرة الكاملة إلى بيتر ساوبر ومنحه دخولًا في عام 2010. بسبب مشاكل مع اتفاقية الكونكورد ، ظل الفريق باسم "بي أم دبليو ساوبر" لموسم عام 2010. في شهر مارس عام 2010، أعلن بيتر ساوبر عن خطط لتغيير اسم الفريق لكن الاتحاد الدولي للسيارات أعلن أنّه سيتعيّن عليهم الانتظار حتى نهاية الموسم. في بداية موسم عام 2011، أسقط الفريق اسم بي أم دبليو من اسمه.
حتى منتصف عام 2016، امتلك بيتر ساوبر حصة مسيطرة كبيرة تبلغ 66.6% في الفريق، والباقي ينتمي إلى الرئيس التنفيذي في ذلك الوقت مونيشا كالتنبورن؛ لقد كان شخصية رائدة في الفريق منذ انسحاب شركة بي أم دبليو. تم بيع الفريق خلال موسم عام 2016 لشركة الاستثمار السويسرية لونغبو للتمويل SA، مع تولي باسكال بيسي دور بيتر ساوبر كرئيس لمجلس الإدارة والرئيس. اشترت أودي حصة أقلية في الفريق في شعر يناير عام 2023 استعدادًا لدخولها الفورمولا 1.
يعمل فريق ساوبر في 15,600 م2 (168,000 قدم2) منشأة في هينويل ، سويسرا .

## سيارات رياضية
بدأ بيتر ساوبر بتصنيع السيارات الرياضية في السبعينيات. وبعد استخدام محركات مرسيدس V8 المزودة بشاحن توربيني في الثمانينيات، أصبح فريقه هو فريق المُصنّع الرسمي لمرسيدس-بنز، مما أدى إلى إحياء أسطورة السهم الفضي. لقد فازوا بسباق لومان 24 ساعة وبطولة العالم للنماذج الرياضية (1989 و 1990)، وتنافسوا ضد جاكوار وبورش. السائقين مثل مايكل شوماخر ، كارل فيندلينجر ، هاينز هارالد فرينتزن ، يوخن ماس ، جان لويس شليسر و ماورو بالدي تسابقوا لصالح ساوبر.

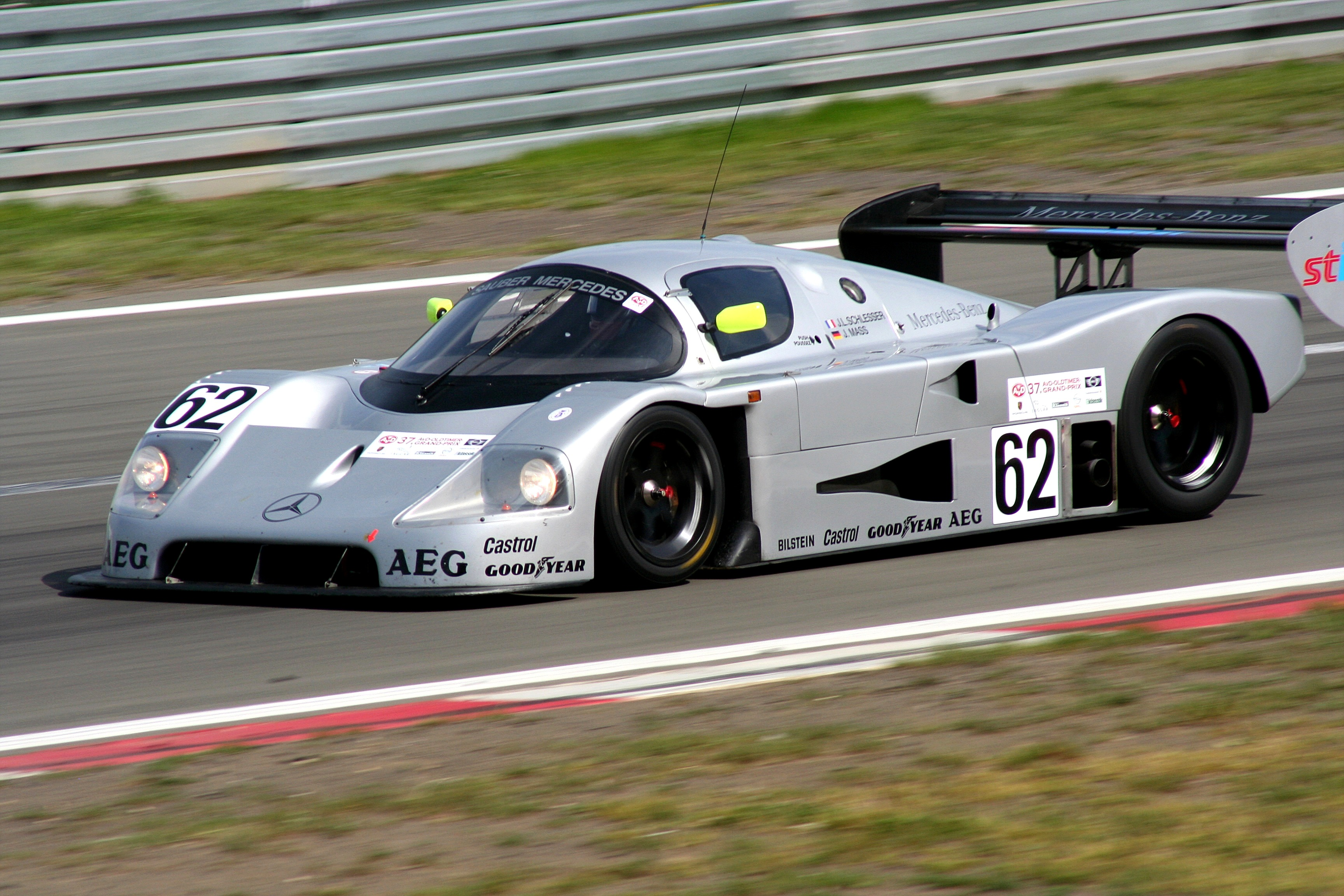
حقق فريق ساوبر-مرسيدس الفوز في سباق لومان 24 ساعة عام 1989 بسيارة ساوبر-مرسيدس C9.

شاركت شركة ساوبر في سلاسل من السباقات الأخرى قبل مشاركتها في فورمولا 1، مثل بطولة السيارات الرياضيّة السويسريّة وبطولة العالم للسيارات الرياضيّة. تم تصنيع أول سيّارة ساوبر C1 في عام 1970. فازت ساوبر، بالشراكة مع مرسيدس، بسباق لومان لأربع وعشرين ساعة في عام 1989 وبطولة العالم للنماذج الرياضية في عامي 1989 و1990 مع ساوبر C9 ومرسيدس بنز C11 بشكل متتالٍ.
قامت ساوبر أيضًا ببناء نسخة المجموعة الخامسة من سيارة بي أم دبليو M1 .

## الفورمولا واحد

### ساوبر (1993-2005)

#### البداية والشراكة مع مرسيدس بنز (1993-1994)
انتهى "عصر التوربو" الأول في فورمولا 1 بحلول موسم 1988. حيث كان التخلص تدريجيّا من المحركات ذات الشاحن التوربيني سعة 1.5 لتر لصالح المحركات ذات السحب الطبيعي بسعة 3.5 لتر. أدّى الطلب الهائل على موردي المحركات والتدفق المستمر للفرق الجديدة إلى دخول شركات تصنيع السيارات مثل سوبارو وبورش ولامبورغيني إلى فورمولا 1 كموردي محركات وفي بعض الأحيان شراء الفرق الحالية. ولم تتقدم مشاريع أخرى أبدًا إلى ما هو أبعد من دراسات التصميم، مثل المشروع الذي نفذته شركة سيمتك لصالح شركة بي أم دبليو. لقد كان وقتًا مضطربًا أدى إلى انسحاب العديد من الفرق الصغيرة وحتى العلامات التجارية الأكثر شهرة مثل برابهام و لوتس.
تأجّل تعاون شركة مرسيدس المخطط له مع شركة ساوبر للانضمام إلى فريق فورمولا 1 الخاص بهم، بالرغم من استمرار مرسيدس بشكل غير واضح بتمويل مشروع ساوبر للفورمولا 1. كان من المقرر أن يتم تشغيل الفريق بواسطة محركات إلمور V10 في هيكل يُطلق عليه اسم C12، وهو استمرار لسياسة تسمية ساوبر من صناعة السيارات الرياضية، (كان الحرف "C" إشارة إلى كريستين زوجة بيتر ساوبر). كان من المقرر أن يقودها جي جي ليتو وكارل فيندلينجر .

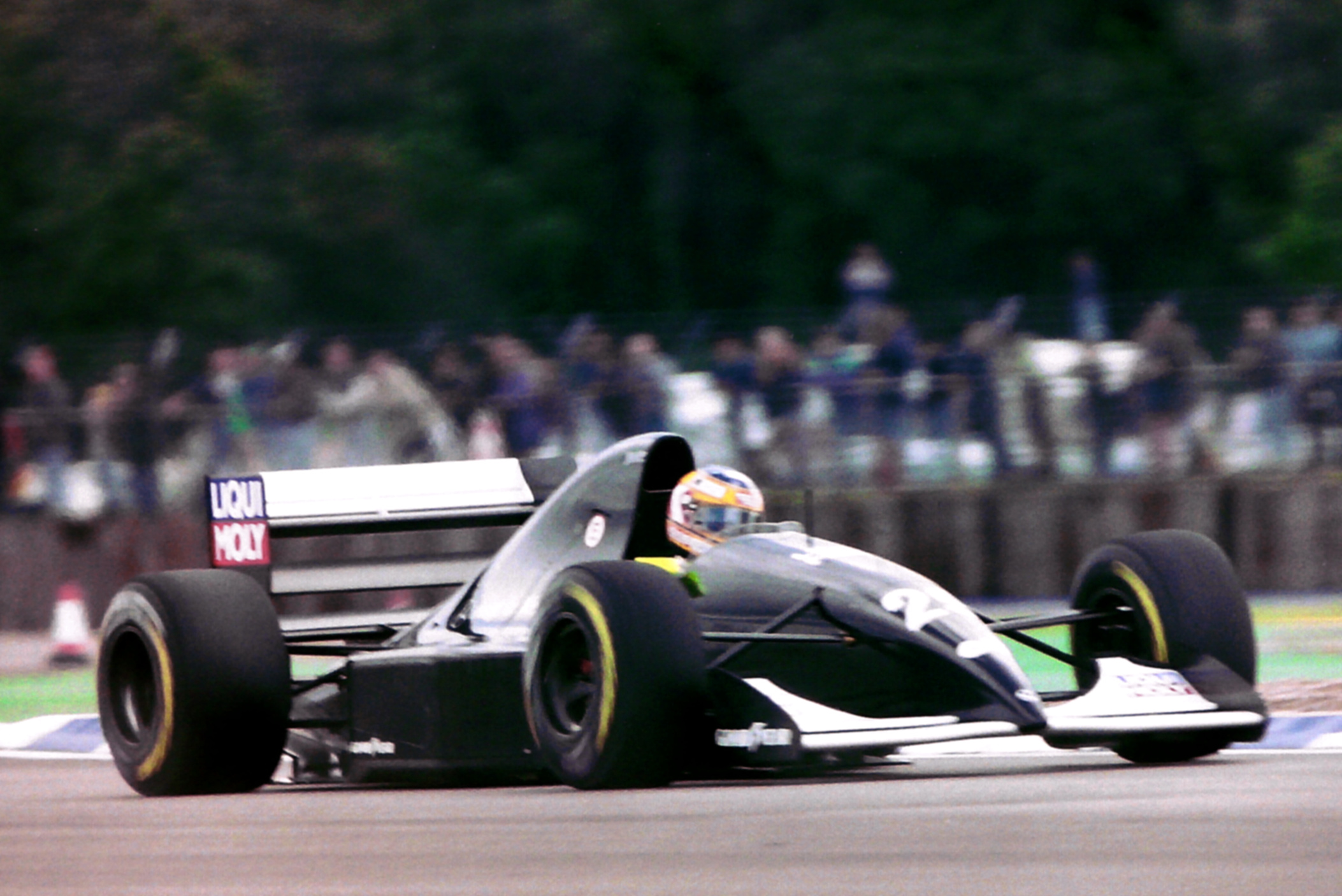
أول سيارة فورمولا 1 لفريق ساوبر، هي ساوبر C12.

ظهرت السيارة أول مرة في السباق الأول عام 1993 في جنوب إفريقيا. وسرعان ما لفتت الأنظار بسبب خطوطها الحادة الشبيهة بـ FW14 وطلائها الأسود الملفت وبالأكثر لأدائها المثير للإعجاب، حصلت على المركز الخامس (نقطتان ضمن نظام التسجيل في ذلك الوقت)، في أول ظهور لها في سباق الجائزة الكبرى. رغمًا عن هذا الدخول المثير للإعجاب إلى مشهد سباق الجائزة الكبرى، إلّا أنّه كان من النادر رؤية الفريق خط النهاية خلال الفترة المتبقية من الموسم، وذلك بسبب عدم الموثوقية وحوادث السباق. لكن مع ذلك، أثبتوا أن مستواهم لم يكن مجرد ومضة في السباق، حيث سجلوا سلسلة بطيئة من النقاط ونادرًا ما كانوا ينتهون خارج المراكز العشرة الأولى عندما أكملوا السباق. وعلى الرغم من عدم وصولهم إلى التتويج، لكنهم أنهوا الموسم باثنتي عشرة نقطة، السابعة من أصل ثلاثة عشر نقطة.
ذهب الفريق إلى موسم عام 1994 باسم مرسيدس ساوبر، الآن فريق مرسيدس المدعوم من المصنع رسميًا بسيارة جديدة في ساوبر C13 ومحرك إلمور أعاد تسمية مرسيدس 3.5 V10. قام الفريق الجديد Pacific Grand Prix Ltd بتزويد العملاء بوحدات إلمور الأكثر تأريخًا. بين المواسم وقع ليهتو على بينيتون فورمولا فورد . تولى سائق سيارة ساوبر الرياضية السابق هاينز هارالد فرينتزن دور زميله كارل فيندلينجر في الفريق.
أظهرت العلامات المبكرة بشكل مخيب للآمال إلى حد ما، أن الفريق يقدم أداءً مشابهًا للعام السابق، حيث لم يسجل عدد كبير من النقاط في الجولات الافتتاحية. اتخذ الموسم منعطفًا نحو الأسوأ بعد حصول ويندلينغر على المركز الرابع بعد الوفاة المأساوية لأيرتون سينا ورولاند راتزنبرجر في سباق الجائزة الكبرى في سان مارينو. بعد أسبوعين فقط، أصيب ويندلينغر بجروح خطيرة بعد تعرضه لحادث أثناء التدرّب على جائزة موناكو الكبرى؛ حيث فقد السيطرة على مكابح سيارته في نوفيل تشيكان. نتج عن الحادث تعرضه لإصابات خطيرة في رأسه تركته في غيبوبة لعدة أسابيع وغاب عن الملاعب لبقية الموسم. تم استبداله بـ أندريا دي سيزاريس والعائد ليتو الذي تم استبداله في بينيتون بعد مضاعفات الإصابة.
كان حادث ويندلينغر لحظة محورية وحاسمة في تاريخ الفورمولا 1. جنبًا إلى جنب مع وفاة أيرتون سينا، مما أدى لاحقًا إلى التنفيذ الضروري لحماية رأس السائقين على شكل جوانب مرتفعة في بداية القيادة. كانت ساوبر رائدة طوعًا في نماذج أولية لحماية سائقيها.
سينتهي الموسم بنفس عدد النقاط التي حصلوا عليها في العام الماضي، لكنهم احتلوا المركز الثامن من بين المشاركين الأصليين البالغ عددهم أربعة عشر فقط. كانت شركة مرسيدس غير راضية عن ذلك التقدم وتركت الفريق مع نهاية العام، بعد إغراء عرض من فريق ماكلارين، الذي كان لا يزال يبحث عن صفقة عمل جديدة مع انسحاب هوندا من الرياضة وشراكة مخيبة للآمال أيضًا مع شركة بيجو (التي أرسلت المحركات للأردن). ستشهد الشراكة فوز فريق ماكلارين مرسيدس بأول فوز له في عام 1997 وكلا اللقبين في عام 1998، لكنه ترك ساوبر حتى يحصل على صفقة محرك فورد من بينيتون.

#### تحالف ريد بول ومحركات فورد (1995-1996)

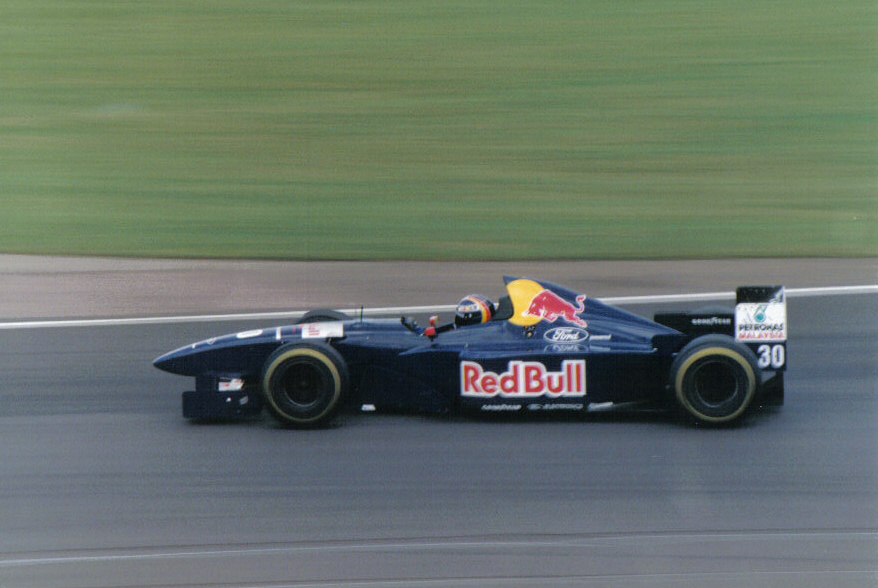
Frentzen يقود سيارة Sauber في سباق الجائزة الكبرى البريطاني عام 1995.

كان موسم عام 1995 وساوبر C14 بداية لصفقة رعاية مدتها عشر سنوات مع عملاق مشروبات الطاقة ريد بول. اشترى رجل الأعمال ديتريش ماتشيتز الحصة الأكبر في الفريق وانضم فريتز كايزر كمدير تجاري. لقد حصلوا على إمداد المصنع بمحركات فورد ECA Zetec-R V8. شهد موسم عام 1995 رجوع كارل فيندلينجر وشراكة هاينز هارالد فرينتزن. لكن لسوء الحظ، بدا أن الحادث الخطير الذي تعرض له النمساوي في عام 1994 استنزف الكثير من إمكانياته في القيادة واستبدلوه بعد سباقين بالمبتدئ جان كريستوف بوليون.
هذا الموسم، بالنسبة لفرينتزين على الأقل، سار بشكل جيد بشكل رائع. حيث أنهى الفريق رقماً قياسياً بثمانية عشر نقطة على الرغم من ضعف أداء محرك فورد وجان كريستوف بوليون، الذي تم إسقاطه مرة أخرى، مما سمح لويندلينغر بالظهور الأخير له في فورمولا 1. وصعدوا مرة أخرى إلى المركز السابع في بطولة الصانعين.
بالإضافة فقد شهد عام 1995 أن تصبح بتروناس الراعي الحالي لساوبر. حيث جددوا ارتباطهم عام 2006، وفي ذلك الوقت كان الفريق قد غيّر ملكية الفريق.
شهد عام 1996 أسوأ موسم لساوبر في فورمولا 1، حيث النقاط، على الرغم من تشكيلة السائقين الواعدة في هاينز هارالد فرينتزن وجوني هربرت، ومحرك C15 المنقح ومحرك V10 Cosworth JD الجديد. ورغمًا عن احتلالهم المركز السابع مرةً أخرى بقائمة تحتوي عدد أقل من الصانعين، إلّا أنّهم سجلوا إحدى عشرة نقطة فقط ولم يقدموا أداءً جيدًا طوال أغلب وقت الموسم. للموسم التالي أعلنوا عن صفقة عملاء لاستلام محركات فيراري V10 أثناء عملهم مع رعاة جدد بتروناس لصناعة محركاتهم الخاصة. لسوء الحظ، بسبب الانهيار الاقتصادي الكبير في آسيا، لم تكتمل المحركات أبدًا.

#### هندسة ساوبر بتروناس (1997-2005)

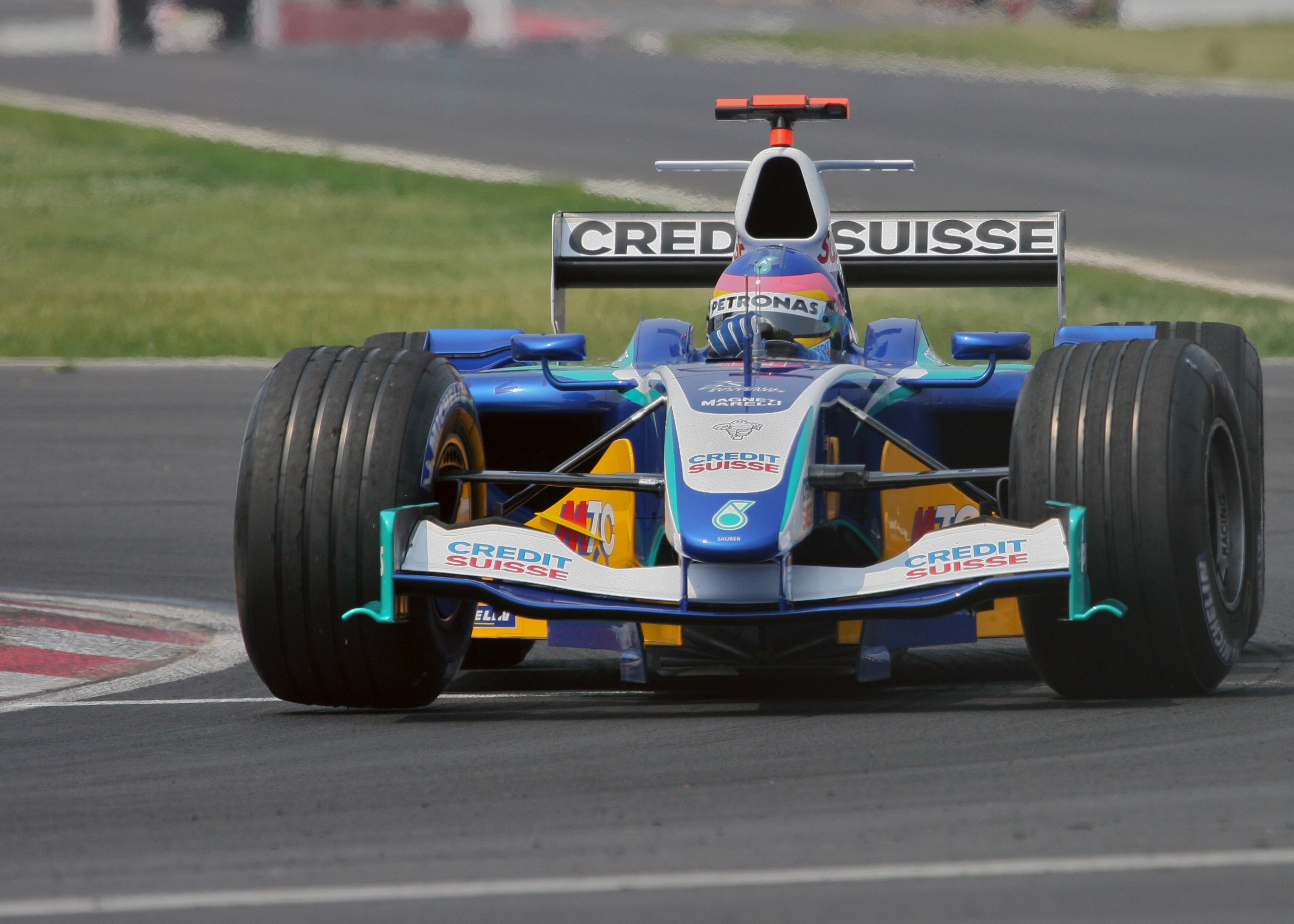
جاك فيلنوف يقود فريق ساوبر في سباق الجائزة الكبرى الكندي لعام 2005.

استخدمت شركة ساوبر محركات العملاء المصممة لشركة فيراري (من 1997 إلى 2005) وعلب التروس التي صنعتها شركة ساوبر بتروناس الهندسية، وهي شركة تأسست لغرض واحد هو صناعة المحركات، والتي كانت مشابهة لتلك المستخدمة من قبل فريق فيراري، حيث تم إنزال ساوبر إلى كونها عميلاً، بعد أربع سنوات كفريق عمل شريك مستقل. قامت شركة ساوبر بترخيص كل قطعة غيار بشكل قانوني تقريبًا من شركة فيراري، أيضًا كان لديها العديد من مهندسي فيراري ضمن الطاقم في العمل. لاحظ الكثيرون أوجه التشابه بين هيكل فيراري وساوبر، ولكن لم يتم توجيه أي اتهامات رسميّة على الإطلاق (تتطلب قواعد الاتحاد الدولي للسيارات من كل فريق تصميم هيكل خاص به).
في عام 2001، أحضر ساوبر كيمي رايكونن غير المعروف وعديم الخبرة تقريبًا إلى فورمولا 1، على الرغم من احتجاجات عدد قليل من السائقين والأعضاء المؤثرين في الاتحاد الدولي للسيارات، من بينهم ماكس موسلي، بأنه سيشكل خطراً على السائقين الآخرين. وبالرغم من ذلك، فإن أدائه في ذلك العام قد أثبت صحة قرارهم (سيواصل لاحقًا الفوز ببطولة السائقين لعام 2007 مع فيراري ). كما تسبب ذلك في قيام ريد بول ببيع حصة الأغلبية في الفريق إلى بنك كريدي سويس احتجاجًا (أراد ريد بول أن يشغل أنريكي بارنولدي المقعد لكنه انتهى الأمر به في Arrows ). وفي عام 2004، أنفقت ساوبر مبلغًا كبيرًا من المال على نفق رياح جديد في بلدية هينويل، وكمبيوتر فائق الأداء عالي الأداء (يسمى ألبرت ) للمساعدة في تحسين الديناميكا الهوائية لسياراتهم. تعد البنية التحتية الحديثة التي أنشأتها شركة ساوبر أحد الجوانب التي جذبت بي أم دبليو للموتورات الرياضية إلى ساوبر.
في سنوات ساوبر الأخيرة، صارت روابط ساوبر مع فيراري أضعف. لقد وقفوا إلى جانب الفرق غير التابعة لفيراري بشأن تغييرات القواعد المخطط لها في نهاية موسم عام 2004 وانضموا أيضًا إلى GPWC . ثم قرروا استخدام إطارات ميشلان، في حين واصلت فيراري استخدام إطارات بريدجستون. وفي الوقت نفسه، غادرت شركة المشروبات ريد بول فريق ساوبر في عام 2005 حيث اشترت فريقها الخاص، فريق ريد بول فورمولا 1. بدأت ملكية شركة بي أم دبليو اعتبارًا من الأول من شهر يناير عام 2006 بعد أن اشترت بي أم دبليو حصة كريدي سويس في الفريق. كان سباق الجائزة الكبرى الأخير لساوبر قبل استحواذ شركة بي أم دبليو هو سباق الجائزة الكبرى الصيني لعام 2005، حيث سجل ماسا المركز السادس المرحب به ليختتم تاريخ الفريق. أنهت ساوبر مسيرتها المستقلة في فورمولا 1، بحصولها على ستة مراكز ثالثة وتواجدها في الصف الأمامي لتقدم أفضل نتائجها. من بين سائقي ساوبر البارزين كان جان أليسي، وصيف بطولة السائقين لعام 2008 فيليبي ماسا، وجوني هربرت، وبطل العالم 1997 جاك فيلنوف. قاد اثنان من سائقي ساوبر السابقين فريق بي أم دبليو ساوبر الجديد في عام 2006: نيك هايدفيلد الذي كان سائق ساوبر من عام 2001 إلى عام 2003، وفيلنوف الذي قاد الفريق عام 2005.

### فريق مصنع بي إم دبليو (2006-2009)

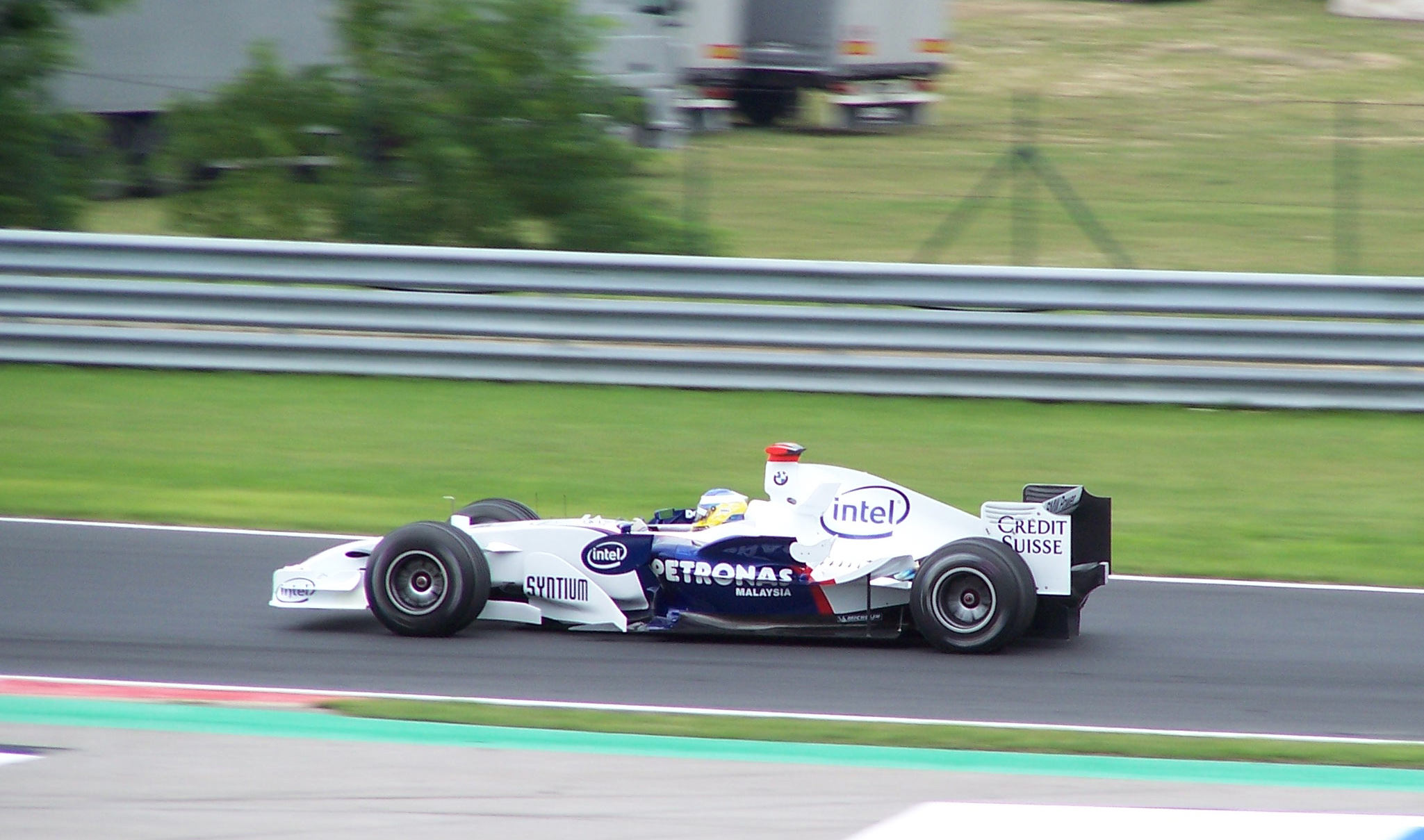
اعتلى نيك هايدفيلد منصة التتويج الأولى لشركة BMW في سباق الجائزة الكبرى المجري لعام 2006.

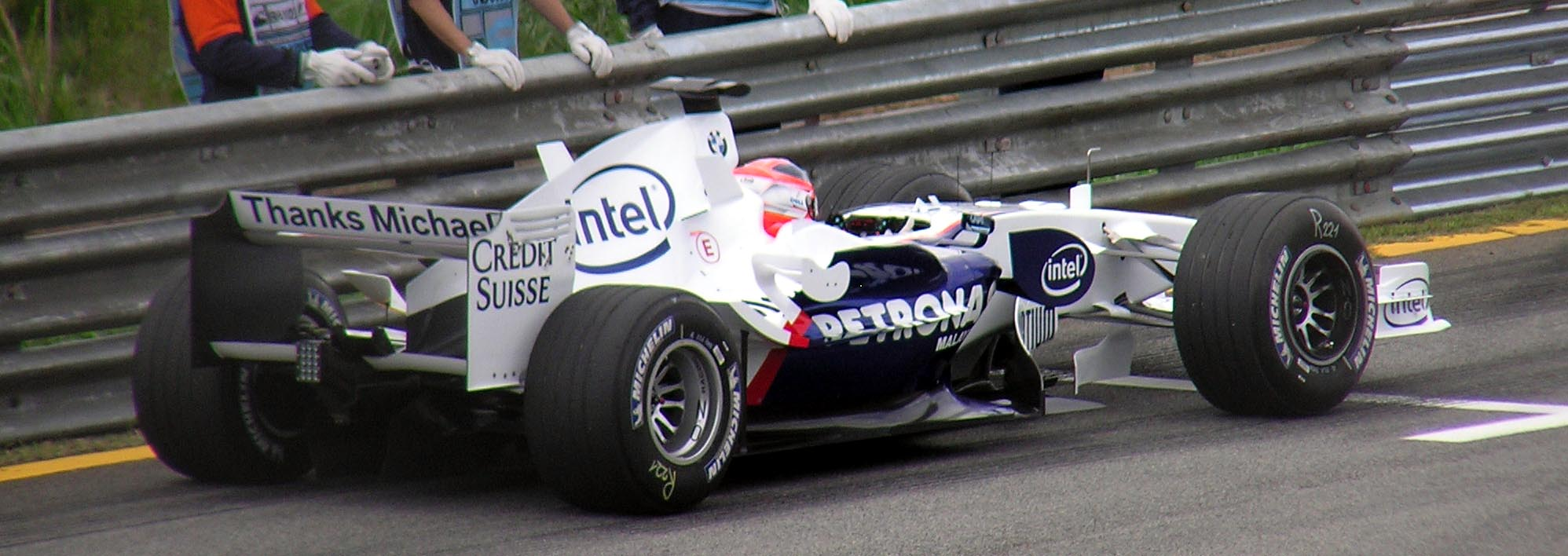
وضع فريق BMW Sauber رسائل "شكرًا مايكل" على الجزء الخلفي من سياراتهم لما كان حينها آخر سباق الجائزة الكبرى لمايكل شوماخر في البرازيل.

في نهاية موسم عام 2005 ، اشترت شركة BMW حصة الأغلبية في الفريق التي كانت مملوكة سابقًا لبنك كريدي سويس، مع احتفاظ بيتر ساوبر بحصة 20٪، وتمت إعادة تسميتها إلى بي أم دبليو ساوبر. باعت شركة بي أم دبليو حصتها مرة أخرى إلى بيتر ساوبر بعد نهاية موسم 2009، لكن الفريق استخدم اسم بي أم دبليو ساوبر رسميًا حتى نهاية موسم 2010. وحصل الفريق على الرخصة الألمانية من 2006 إلى 2009، ثم عاد إلى الرخصة السويسرية في 2010.

#### 2006
أما بالنسبة لموسم عام 2006، أعاد الفريق التعاقد مع نيك هايدفيلد من ويليامز ليكون سائقهم الرئيسي (قاد نيك هايدفيلد لفريق ساوبر في 2001-2003)، بينما تم تأكيد وتجديد عقد بطل العالم 1997 جاك فيلنوف الحالي مع فريق ساوبر. وقّع القطب روبرت كوبيكا ليكون السائق الثالث للفريق. واصل الفريق استخدام مرافق ساوبر، غالبًا لبناء الهيكل واختبار نفق الرياح، بينما كان مقر بي أم دبليو في ميونيخ مسؤولاً عن بناء محرك جديد يدعى P86 V8.
جدّدت بتروناس، الراعي السابق للقب ساوبر، عقدها مع الفريق الجديد بعد أن تجاهلت بي إم دبليو ساوبر شركة بي بي - كاسترول، على الرغم من كونها الشريك التجاري الرسمي للبنزين وزيت المحركات لشركة بي إم دبليو. كما واصل كريدي سويس رعايته. بالنسبة للموسم الجديد، أعلنت بي أم دبليو ساوبر عن شراكة فنية مع إنتل و O2، ادّت أنها ستؤدي في النهاية إلى تحسينات تكنولوجيّة متاحة في سيّارات بي أم دبليو المخصصة للطرق.
اللون الجديد، الذي تم الكشف عنه في فالنسيا في السابع عشر من شهر يناير عام 2006، هو سيارة BMW M التقليدية باللونين الأزرق والأبيض مع ومضات حمراء.
سجل جاك فيلنوف النقاط الأولى لفريقه بحصوله المركز السابع بسباق الجائزة الكبرى الماليزي 2006، وبعد انسحاب نيك هايدفيلد من المركز الخامس بسبب وجود عطل في المحرك في وقت متأخر من السباق. وفي الثلثين الأولين من الموسم، حاز السائقون النقاط بحصولهم على المركزين السابع والثامن بشكل متتالٍ.
أجرى الفريق تحسينًا هوائيًا جذريًا على شكل "برجين كالتوأم" في مقدمة السيارة، من أجل السباق في ماني كور بفرنسا، والذي يهدف إلى توجيه تدفق الهواء إلى الخلف مما يؤدي لتحسين الأداء. حُظرت هذه الوظيفة الإضافية غير التقليدية على الفور من قبل الاتحاد الدولي للسيارات حيث تم الحكم عليها بأنها تعيق رؤية السائقين بالتالي تضر بسلامتهم.
سجل نيك هايدفيلد أول منصة تتويج للفريق في سباق الجائزة الكبرى المجري 2006 من المركز العاشر على الشبكة. وقف كوبيكا بدلاً من فيلنوف، حيث ذكرت شركة بي أم دبليو أن فيلنوف لم يتمكن من القيادة بسبب مضاعفات الإصابة التي أعقبت حادثه في سباق الجائزة الكبرى الألماني. حصل كوبيكا على المركز السابع رغمًا من استبعاده فيما بعد بسبب سيارة وزنها أقل من اللازم. بعد سباق الجائزة الكبرى المجري، أعلنت شركة بي أم دبليو أن كوبيكا سيكمل الموسم للفريق السويسري، يعني نهاية مسيرة بطل العالم السابق فيلنوف في الفورمولا 1.
سجل كوبيكا منصة بي أم دبليو ساوبر الثانية لهذا الموسم في سباق الجائزة الكبرى الإيطالي، بعد أن احتل المركز الثالث في معظم فترات السباق وتقدم لفترة وجيزة خلال الجولة الأولى من التوقفات. عانى نيك هايدفيلد في السباق وبالكاد حصل على نقطة حيث حاز المركز الثامن. عزز المركز الخامس للفريق في بطولة الصانعين بنقطتين أخريين حصل عليهما نيك هايدفيلد في سباق الجائزة الكبرى الصيني لعام 2006، والتقاعد المزدوج المبكر لتويوتا من سباق الجائزة الكبرى البرازيلي لعام 2006.

#### 2007

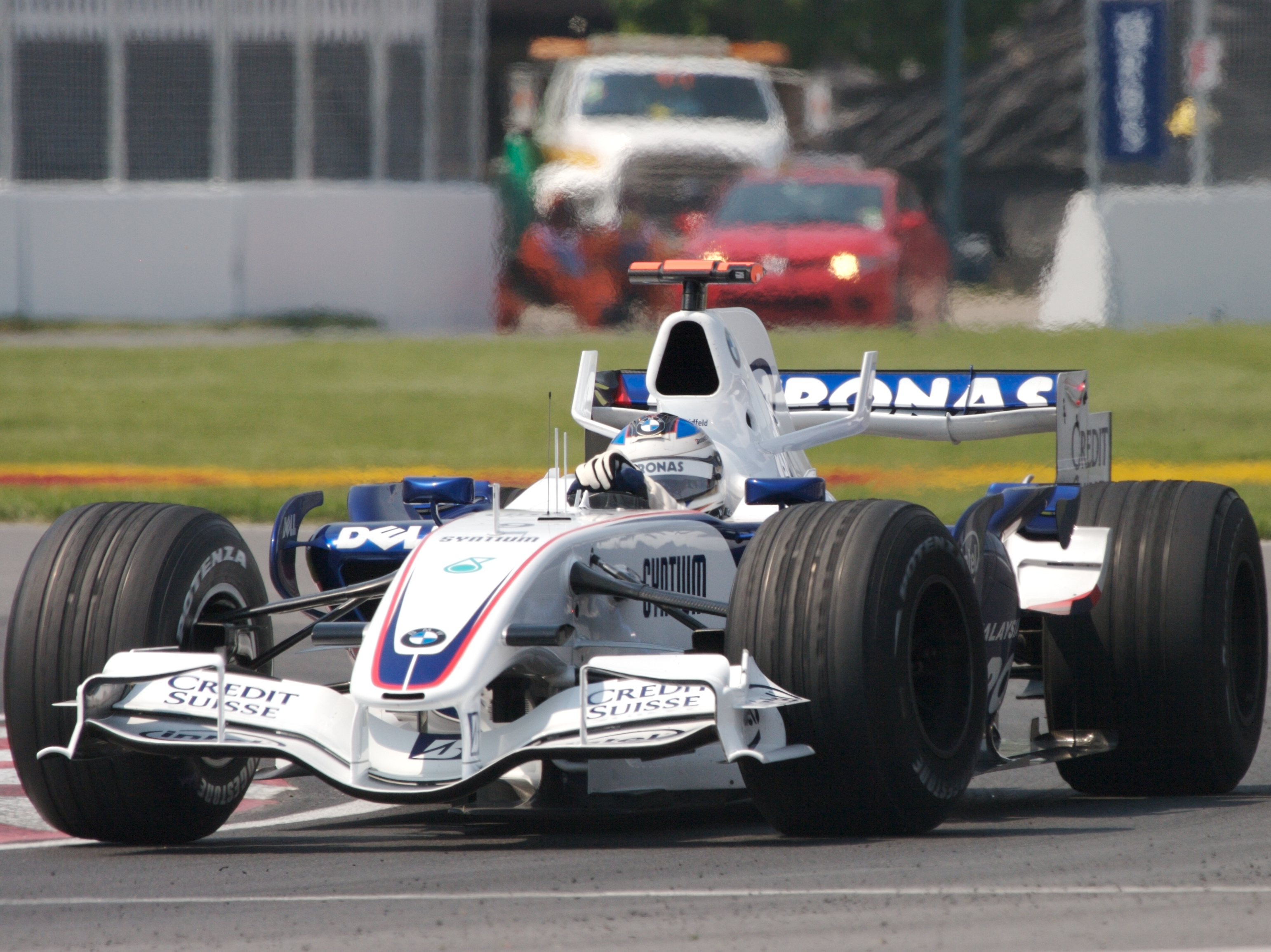
حصل نيك هايدفيلد على أفضل نتيجة لفريق BMW Sauber لعام مع حصوله على المركز الثاني في سباق الجائزة الكبرى الكندي.

في التاسع عشر من شهر أكتوبر عام 2006، تم الإعلان عن أن روبرت كوبيكا سيشارك نيك هايدفيلد في موسم 2007 مع سيباستيان فيتيل الذي سيتولى دور السائق الاختباري والاحتياطي. في اليوم الواحد والعشرين من شهر ديسمبر، تم الإعلان عن توقيع تيمو جلوك ليكون سائق الاختبار الثاني للفريق. أطلق الفريق سيارتهم 2007، F1.07 ، في السادس عشر من شهر يناير 2007 .
أظهرت السيارة الجديدة أداءً رائعًا خلال كامل الاختبارات الشتوية، وتصدرت الأرقام القياسية في بعض المناسبات. ومع كل ذلك، أعلن مدير الفريق ماريو ثيسن عن القليل من المخاوف المتعلقة بالموثوقية قبل السباق الافتتاحي للموسم في ملبورن . انسحب كوبيتسا من المركز الرابع منتصف السباق بسبب مشكلة في علبة التروس، لكن نيك هايدفيلد قد أثبت أن وتيرته في الاختبارات الشتوية لم تكن صدفة حيث تسابق إلى المركز الرابع. واصل نيك هايدفيلد هذا النجاح بحصوله على المركز الرابع في دولتي ماليزيا والبحرين بشكل متتالٍ. احتل كوبيكا المركز السادس بدولة البحرين بعد تقاعده في أستراليا ومشاكل ميكانيكية بماليزيا.
كان أداؤهم حتى الآن من النوع الذي جعل الكثيرين يقولون إن الفوز بالسباق كان محتملاً بعد ترسيخ أنفسهم بقوة كأفضل فريق خلف متصدري البطولة فيراري وماكلارين. على الرغم من أن فجوة الأداء الملموسة بين المتصدرين و بي أم دبلو ساوبر كانت بقدرٍ لا بأس به، إلا أنها كانت أقل من تلك بين بي أم دبليو ساوبر والفرق التي تقف خلفهما.
أحضر سباق الجائزة الكبرى الكندي مجموعة من الحظوظ المختلطة للفريق. بينما حقق نيك هايدفيلد المركز الثاني، تعرض روبرت كوبيكا لحادث أليم أدى لفترة طويلة من دخول سيارة الأمان. قيل لوسائل الإعلام في بداية الأمر أن كوبيتسا أصيب بكسر في ساقه، لكن تبين لاحقًا أنه نجا من التواء في الكاحل وارتجاج في المخ.
أخذ سيباستيان فيتيل مكانه في سباق الجائزة الكبرى الأمريكي، عندها احتل المركز الثامن، وبالتالي أصبح أصغر سائق يسجل نقطة في بطولة العالم للفورمولا 1. بعد سباق الجائزة الكبرى الأوروبي، أعلن سكوديريا تورو روسو أن فيتيل سيأخذ مقعد السائق الثاني بدلاً من سكوت سبيد.

#### 2008

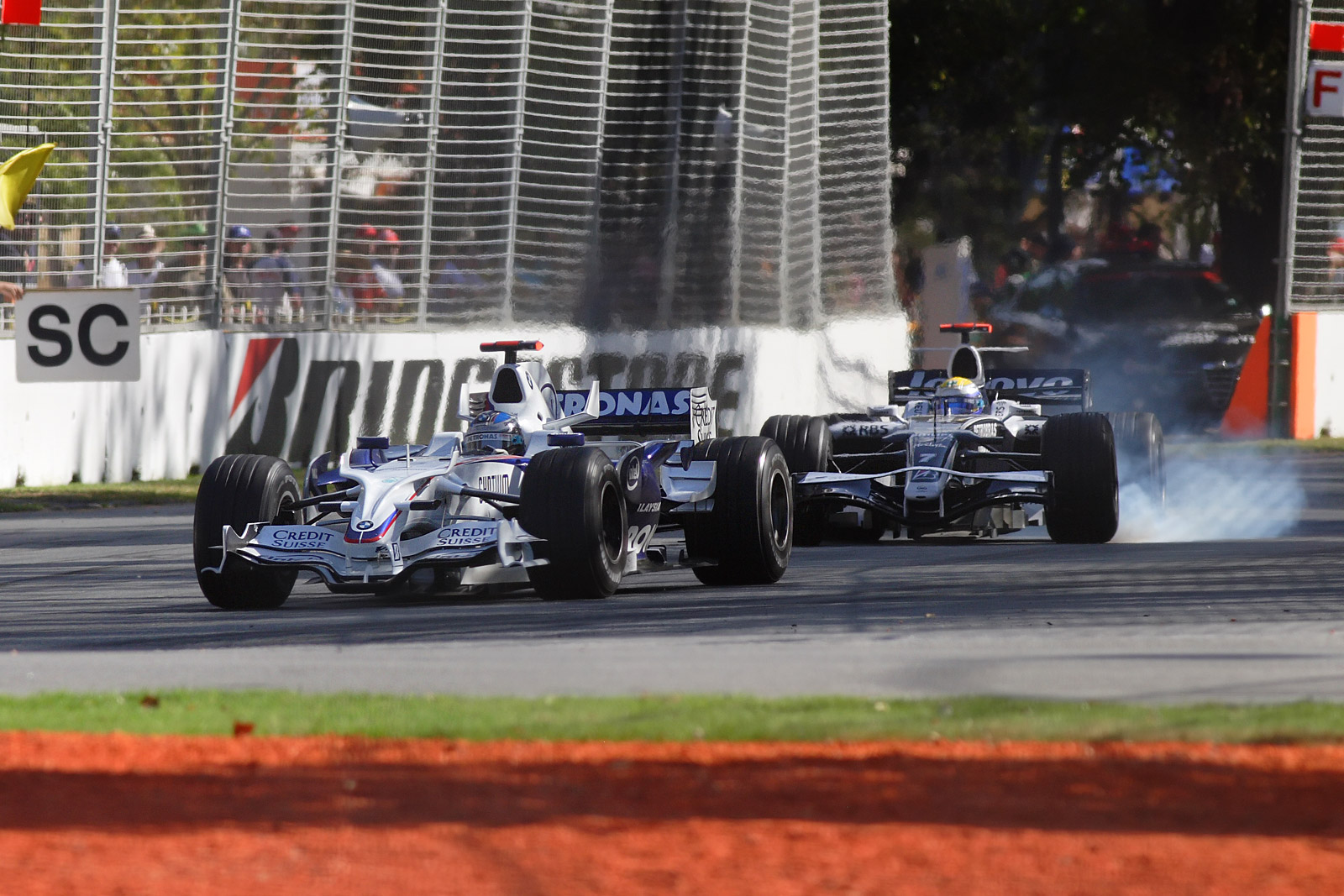
اعتلت سيارة BMW Sauber منصة التتويج في السباق الأول لموسم بفضل نيك هايدفيلد.

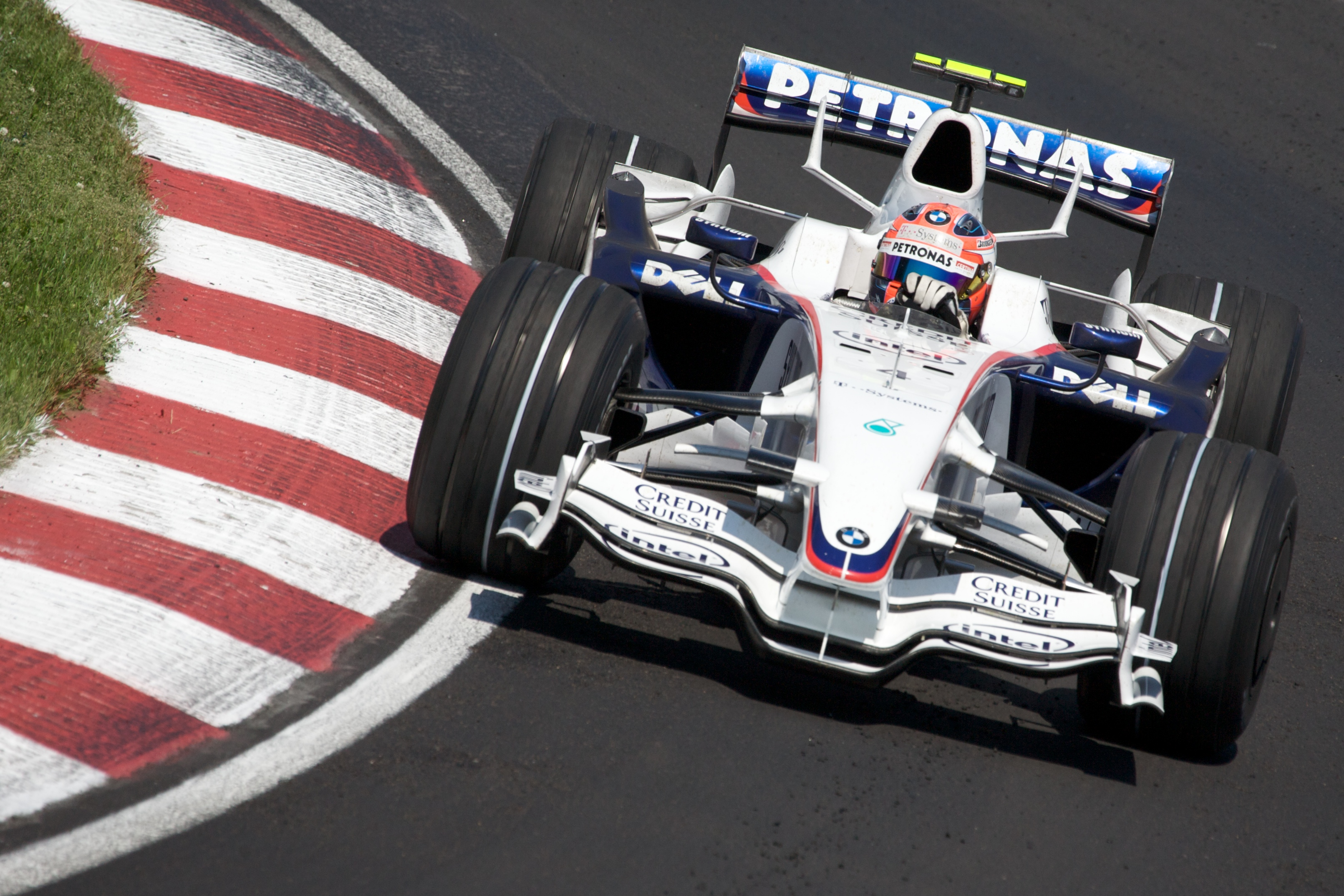
شهد سباق الجائزة الكبرى الكندي لعام 2008 فوز روبرت كوبيكا بسباقه الوحيد وسباق BMW Sauber.

في الواحد والعشرين من شهر أغسطس لعام 2007، أكدت شركة بي أم دبليو تشكيلة سائقيها التي تتكون من هايدفيلد وكوبيكا لموسم 2008. تم إطلاق سيارتهم F1.08 لعام 2008 رسميًا في ميونيخ في BMW Welt في الاربع عشر لشهر يناير 2008. ظهرت لأول مرة على حلبة فالنسيا في اليوم التالي بقيادة روبرت كوبيكا.
قدم فريق بي أم دبليو ساوبر أيضًا مخططًا جديدًا للفريق بالكامل، حيث حصل كل فرد على "اللياقة البدنية للانطلاق في المركز الأول"، من الرئيس إلى عامل النظافة، مما يعني أنّ الفريق سيكون في اللياقة البدنية المثالية لموسم 2008. استهدف مدير الفريق ماريو ثيسن تحقيق أول فوز للفريق في الفورمولا 1 لعام 2008.
كانت بداية فريق بي أم دبليو ساوبر الموسم بشكل جميل، أهدر كوبيكا المركز الأول مع فارق ضئيل بعد خطأ في اللفة التأهيلية الرئيسية في ملبورن. تقاعد لاحقًا بعد تعرضه لضربة من قبل كازوكي ناكاجيما،لكن هايدفيلد احتل المركز الثاني. احتل كوبيكا المركز الثاني في ماليزيا، بينما احتل هايدفيلد المركز السادس مسجلاً أسرع لفة في السباق. كان مجموع نقاط الفريق البالغ إحدى عشرة نقطة هو أكبر نتيجة له لذلك الوقت.
في البحرين ، سجل كوبيكا أول مركز أول له وللفريق على الإطلاق، بفوزه على فيليبي ماسا بأقل من ثلاثمائة من الثانية. واصل الفريق احتلال المركزين الثالث والرابع في السباق، معادلاً أعلى مجموع نقاط له في الجولة وترقيته إلى المركز الأول في بطولة الصانعين لأول مرة.
حاز الفريق أيضًا على المركز الثاني بسباق الجائزة الكبرى في موناكو منافسًا لروبرت كوبيكا، وفوزه على كل من فيراريس ومتخلفًا عن مكلارين لويس هاميلتون بثلاث ثوانٍ فقط.
جاء فوز بي أم دبليو ساوبر الأول في السباق في سباق الجائزة الكبرى الكندي لعام 2008 ، حيث حقق الفريق المركزين الأول والثاني مع فوز روبرت كوبيكا بأول سباق واحتلّ نيك هايدفيلد المركز الثاني. جاء الفوز بعد اصطدام لويس هاميلتون بكيمي رايكونن في مكان الانتظار، مما أدى لانتهاء السباق للسائقين. كان كوبيتسا يتبع استراتيجية مختلفة للتزود بالوقود عن هايدفيلد، الذي قاد السباق أيضًا لفترة وجيزة قبل أن يضمن المركزين الأولين لفريق بي أم دبليو ساوبر بطريقة مريحة. كان هذا أول فوز في الفورمولا 1 لمحرك بي أم دبليو منذ سباق الجائزة الكبرى البرازيلي 2004 .
بعد الفوز الكبير الذي حققه الفريق، تحول التطوير لموسم 2009 حيث دخلت اللوائح الجديدة حيّز التنفيذ. أثار ذلك إزعاجًا كبيرًا لكوبيكا (الذي كان يقود البطولة بعد سباق الجائزة الكبرى الكنديّ)، حيث شعر أنّه من الممكن أن يكون لديهم فرصة واقعية للحصول على لقب واحد على الأقل. انعكس ذلك الافتقار إلى التطوّر مع تراجع المستوى خلال كامل النصف الثاني من الموسم، مما تسبب في تميّز رينو وتويوتا وحتى تورو روسو (الذي بدأ الموسم كأحد أبطأ الفرق) بحلول نهاية الموسم على بي أم دبليو. على الرغم من ذلك، ظل كوبيكا لديه فرصة ضئيلة للفوز ببطولة السائقين حتى سباق الجائزة الكبرى الصيني ، الجولة السابع عشرة من أصل ثمانية عشر جولة.

#### 2009

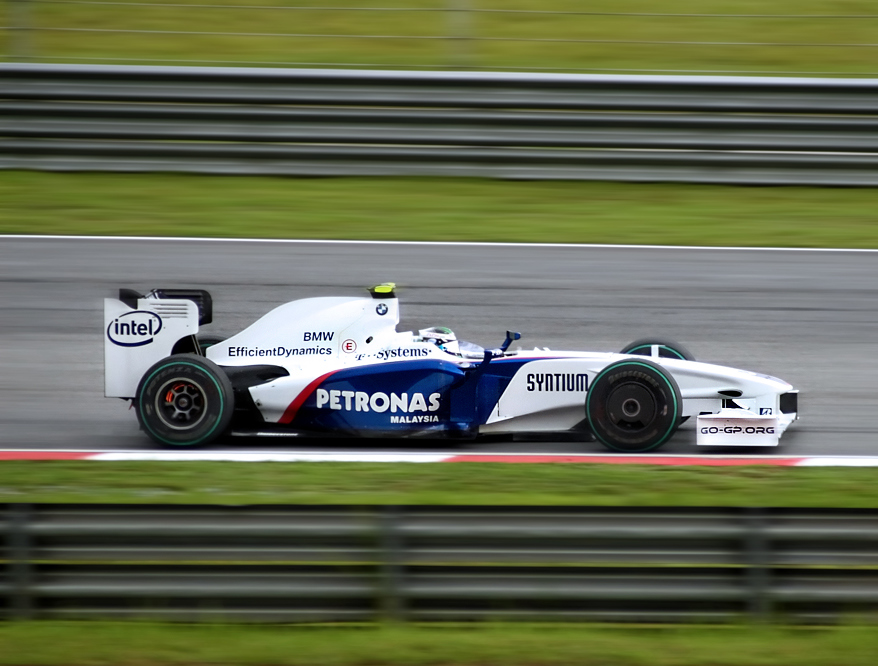
في العام الأخير المخيب للآمال بالنسبة لشركة BMW، اعتلى نيك هيدفيلد المركز الأول من منصتي التتويج للفريق خلال الموسم في سباق الجائزة الكبرى الماليزي لعام 2009.

في شهر أكتوبر عام 2008، أكّد الفريق أنّهم سيستمرون مع روبرت كوبيكا ونيك هايدفيلد كسائقين لموسم 2009.
على الرغم من أن فريق بي أم دبليو ساوبر استهدف موسم عام 2009 باعتباره العام الذي سيتنافسون فيه على اللقب بجدارة، إلّا أن البداية للموسم كانت مخيبة للآمال. كان كوبيتسا في المركز الثالث في الجولة الافتتاحية عندما اصطدم بفيتيل أثناء المنافسة على المركز الثاني واضطر إلى الخروج من المنافسة. ثم حصل هايدفيلد على منصة التتويج الأولى للفريق هذا العام في دولة ماليزيا، ولكن بعد ستة سباقات، جمع فريق بي أم دبليو ساوبر ست نقاط فقط، واحتل المركز الثامن في بطولة الصانعين من بين عشرة فرق. تم تعيين مجموعة من الترقيات لتركيا ، بما في ذلك نظام الكبح المتجدد المحسن (KERS) والناشر ذو الطابقين. أثناء تنفيذ الناشر الجديد، لم يكن من الممكن تصنيع نظام KERS ليتناسب مع السيارة الجديدة وتسابق كلا السائقين من غير الجهاز. بعد الجلسة التأهيلية لسباق الجائزة الكبرى البريطانية أعلن ماريو ثيسن أن الفريق قرر وقف المزيد من تطوير نظام الكبح المتجدد المحسن KERS. والتي كانت شركة بي أم دبليو واحدة من أقوى المؤيدين لها، وركزت بدلاً من ذلك على تحسين ديناميكا الهواء للسيارة. ترك هذا فيراري وماكلارين المستخدمين الوحيدين المتبقيين لنظام الكبح المتجدد المحسن KERS. في سباق الجائزة الكبرى الأوروبي في فالنسيا، سجل كوبيكا النقاط الأولى للفريق خلال السباق في تركيا.
بعد اجتماع مجلس إدارة شركة بي أم دبليو في الثامن والعشرين من شهر يوليو، عقدت الشركة مؤتمرًا صحفيًا في صباح اليوم التالي أكدت فيه انسحاب الفريق من الفورمولا 1 في نهاية عام 2009. ووصف رئيس مجلس الإدارة الدكتور نوربرت ريتهوفر القرار بأنه قرار استراتيجي صائب. أصدر اتحاد فرق الفورمولا واحد بيانًا ردًا على ذلك تعهد فيه بدعم الفريق لمساعدة الفريق بالبقاء في الفورمولا 1.
في الخامس عشر من شهر سبتمبر عام 2009، تم الإعلان أنّ شركة بي أم دبليو ساوبر قد حصلت على مشتري، شركة Qadbak Investments Limited والتي تبين أنها شركة صورية. ومع ذلك، سباق لوتس حصل على المركز الثالث عشر والأخير في موسم 2010 . حصل الفريق على ما يسمى بالمدخل الرابع عشر ، والذي يتوقف إما على انسحاب فريق آخر أو موافقة جميع الفرق الأخرى على السماح لثمانِ وعشرين سيارة بدخول بطولة 2010.

### ساوبر (2010–2018)

#### العودة المستقلة بمحركات فيراري (2010-2017)
2010

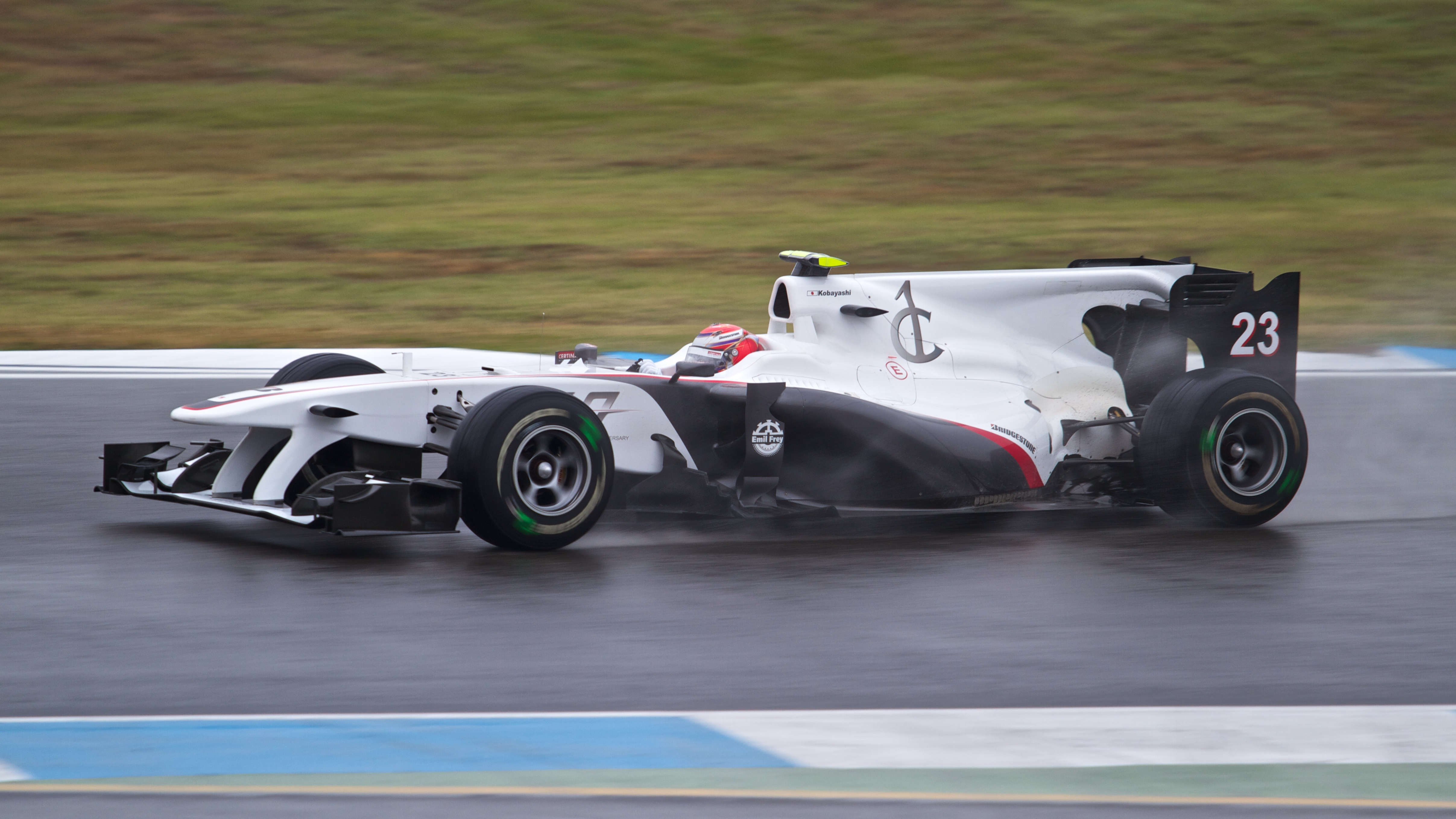
كاموي كوباياشي يتسابق خلال سباق الجائزة الكبرى الألماني 2010

في السابع والعشرين من شهر نوفمبر عام 2009، أُعلن أن بيتر ساوبر سيعيد شراء الفريق بشرط حصول الفريق على دخول الاتحاد الدولي للسيارات لموسم 2010.
في الثالث من شهر ديسمبر عام 2009، أكّد الاتحاد الدولي للسيارات أن ساوبر قد مُنحت حق الدخول الذي أخلته شركة تويوتا بعد انسحابها وأنها ستستخدم محركات فيراري. وكان بيتر ساوبر قد أعلن سابقًا، في التاسع والعشرين من تشرين الثاني/نوفمبر، أن هيكل الفريق لموسم 2010 سيُسمى ساوبر C29، بينما ذكرت صحيفة بليك السويسرية أن الفريق سيُطلق عليه اسم فريق ساوبر فورمولا 1. ومع ذلك، في شهر يناير عام 2010، قال بيتر ساوبر إنه لم يتقدم بطلب لتغيير الاسم حتى الآن، لذلك ظلوا لهذا الموسم كفريق بي أم دبليو BMW ساوبرF1 على الرغم من عدم وجود مكونات BMW. تم الإعلان عن كاموي كوباياشي كأول سائق موقّع لموسم عام 2010 في السابع عشر من شهر ديسمبر عام 2009. تم التوقيع مع بيدرو دي لا روزا ليكون السائق الثاني لساوبر في التاسع عشر من شهر يناير عام 2010.
قبل جائزة سنغافورة الكبرى، أُعلن أن نيك هايدفيلد سيحل محل دي لا روزا في السباقات الخمسة المتبقية من الموسم. حيث انضم إستيبان جوتيريز لاحقًا إلى الفريق كسائقٍ احتياطيّ، وقاد أثناء اختبار السائقين الشباب بعد نهاية الموسم.
على الرغم من الاستعدادات المشجعة في الاختبارات الشتوية، كان الفريق يعاني من المشاكل الفنية في الجولات الأولى من الموسم، لم يسجل أي نقاط من السباقات الستة الأولى. بعد تشغيل اصطبل فارغ للسباقات الأربعة الأولى من موسم عام 2010، أعلن الفريق أخيرًا عن صفقة مع مطعم برجر كنج للوجبات السريعة في سباق الجائزة الكبرى الإسباني والأوروبي. مع إحباط ساوبر، اعترف بيتر ساوبر بأن قراره بإنقاذ الفريق كان مدفوعًا عاطفيًا، لكنه أصر على أنه كان صحيحًا. أخيرًا في تركيا، احتل كوباياشي المركز العاشر وحصل على أول نقطة بطولة للفريق لهذا الموسم.
في الجائزة الأوروبية الكبرى في دولة فالنسيا، بعد تأهل كوباياشي بالمركز الثامن عشر، قضى جزءًا كبيرًا من السباق بالمركز الثالث منافسًا جنسون باتون الذي كان يتبعه عن قرب بالمركز الرابع. وبعد دخوله إلى منطقة الصيانة في المراحل النهائية من السباق لتبديل الإطارات، خرج كوباياشي من الحفرة بالمركز التاسع. خلال اللفات القليلة الأخيرة من السباق، تفوق فريق كوباياشي على فيراري بقيادة فرناندو ألونسو وتورو روسو بقيادة سيباستيان بويمي احتلّ بهذا المركز السابع. تلقت القيادة الرائعة من كوباياشي الكثير من الإشادة وكانت أفضل نتيجة لساوبر هذا الموسم حتى الآن. بهذه الأثناء، هبط بيدرو دي لا روزا، على الرغم من تجاوزه خط النهاية في المركز العاشر فحصل على نقطة واحدة، ثم إلى المركز الثاني عشر بعد ركلة جزاء، فأدى إلى تجريد الفريق من النقاط المزدوجة. استمر السائقين في تسجيل النقاط للجائزة اليابانية الكبرى وسباق الجائزة الكورية الكبرى.
أعطى النصف الثاني من الموسم نتائج أكثر إنتاجية وثباتًا. حصلت قيادة كوباياشي وهايدفيلد ودي لا روزا معًا على أربع وأربعين نقطة، مما منح الفريق المركز الثامن في بطولة الصانعين. أجرى كوباياشي أفضل نتيجة للموسم للفريق بالمركز السادس، في الجائزة البريطانية الكبرى.
2011

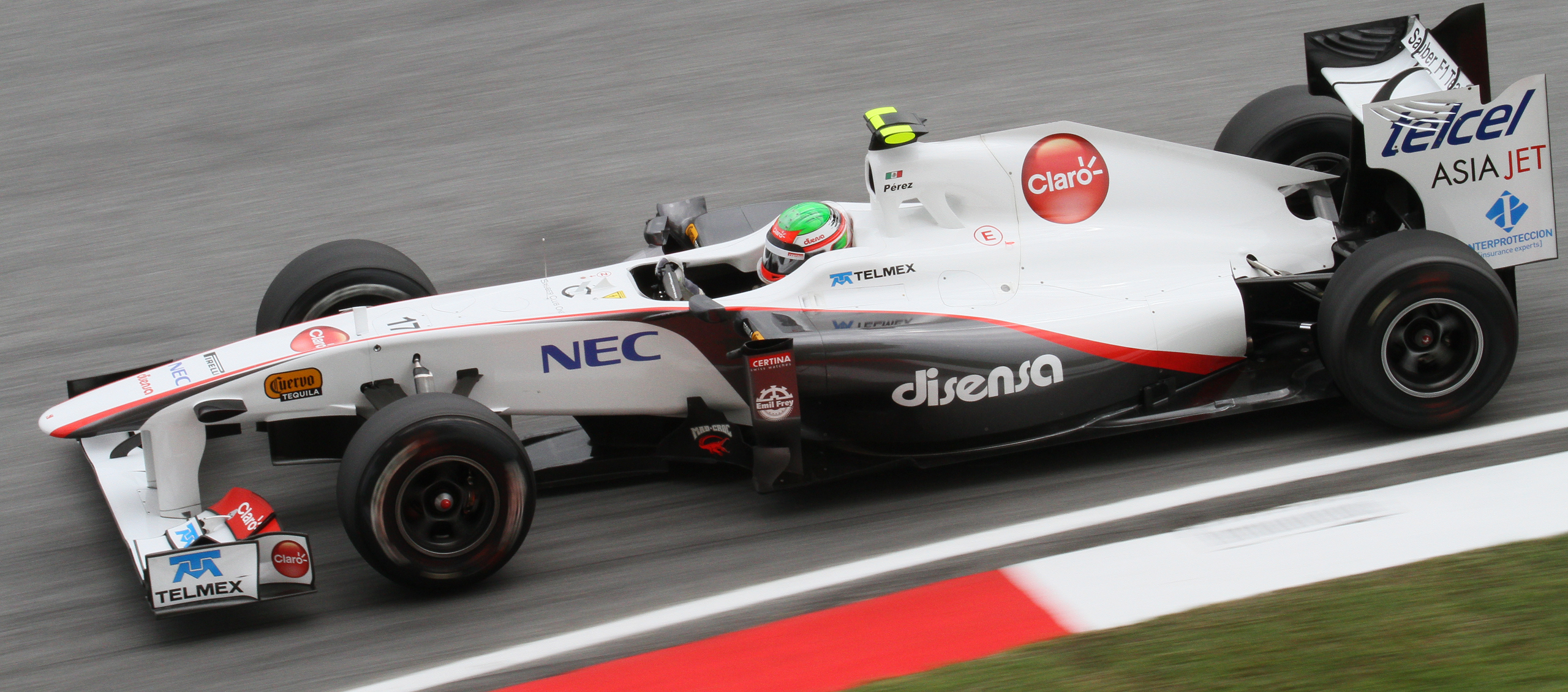
سيرجيو بيريز في سباق الجائزة الكبرى الماليزي 2011

بقي كوباياشي لعام 2011؛ وانضم إليه زميله سيرجيو بيريز وإستيبان جوتيريز كسائق احتياطي. ظهر الفريق لأول مرة بسيارته عام 2011 -C30- في الواحد والثلاثين من شهر يناير،  مع بدء الاختبار في اليوم التالي.
في بداية الموسم في دولة أستراليا، تم استبعاد كل من بيريز وكوباياشي بسبب مخالفات فنية. تعرض بيريز لاصطدام كبير في الجائزة المغربية الكبرى، مما أدى إلى ارتجاج في المخ والتواء في الفخذ. على الرغم من كونه لائقًا لسباق الجائزة الكندية الكبرى، لكن بسبب المرض انسحب بيريز من عطلة نهاية الأسبوع بعد أول جلسة تدريب مجانية، حيث تم استبداله بسائق ساوبر عام 2010 بيدرو دي لا روزا للفترة المتبقية من عطلة نهاية الأسبوع.
بالنسبة لبقية الموسم، حصل الفريق على المراكز العشر الأولى بانتظام، واحتل المركز السابع على العموم في بطولة الصانعين.
في الثامن والعشرين من شهر يوليو، أُعلن أن كوباياشي وبيريز وغوتيريز سيبقون جميعًا في تشكيلة ساوبر لموسم عام 2012.
2012

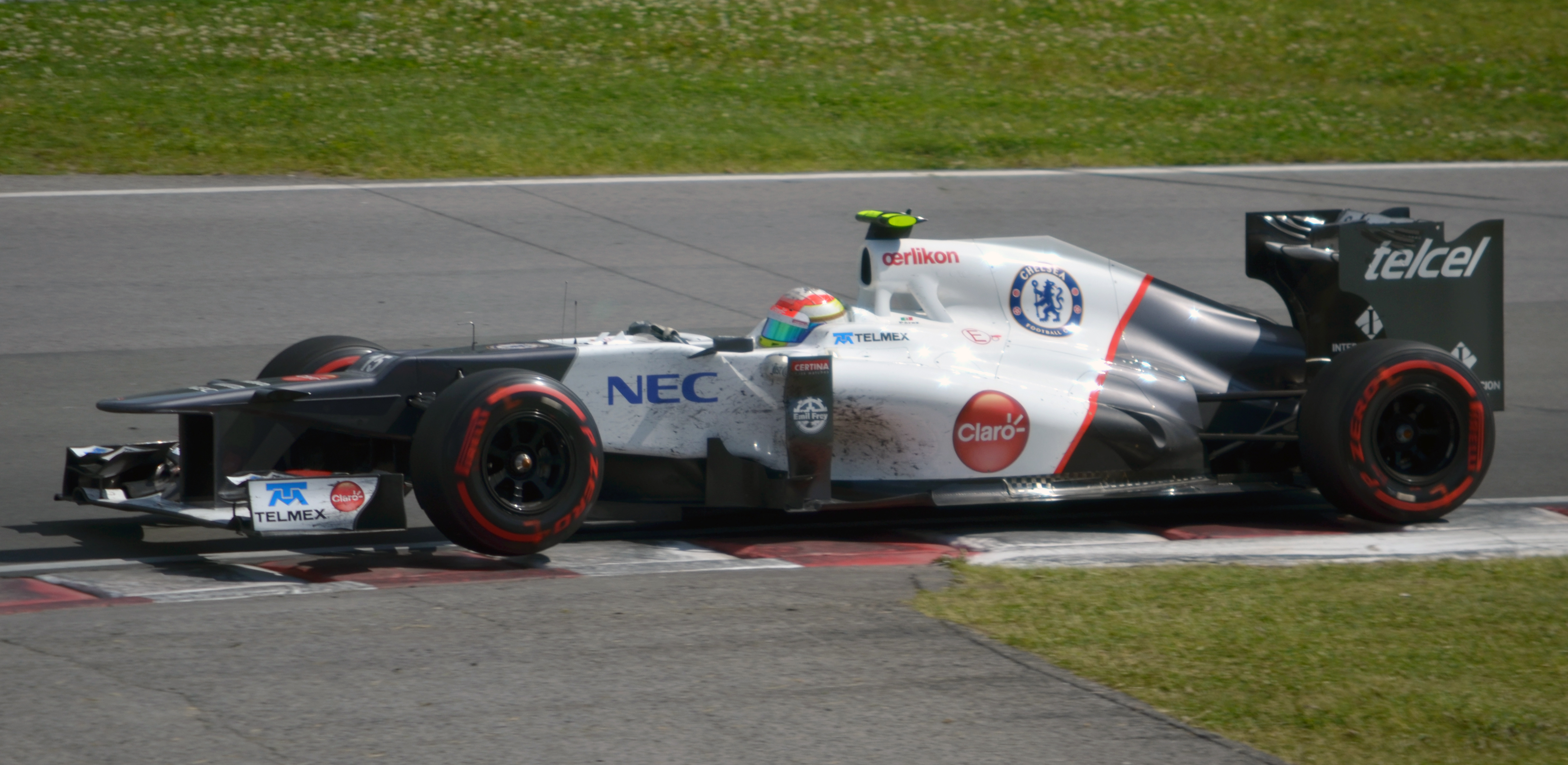
سيرجيو بيريز في سباق الجائزة الكبرى الكندي 2012

بدأ فريق ساوبر موسم عام 2012 بنهاية مزدوجة بتسجيل النقاط، -كوباياشي سادسا وبيريز ثامناً- في أستراليا، قبل أن يحتل بيريز المركز الثاني في الأسبوع التالي، في الجائزة الماليزية الكبرى؛ أفضل نتيجة للفريق كفريق مستقل، ثم بدأ كوباياشي في المركز الثالث في الجائزة الصينية الكبرى، خلف سيارتي المرسيدس نيكو روزبرغ ومايكل شوماخر؛ على الرغم من أن كوباياشي أنهى السباق في المركز العاشر، إلا أنه سجل أسرع لفة في السباق، وهي الأولى له في الفورمولا 1.
قبل الجائزة الإسبانية الكبرى، أعلنت شركة ساوبر عن صفقة رعاية مع فريق الدوري الإنجليزي الممتاز تشيلسي. بعد السباق، الذي عادل فيه كوباياشي أفضل نتيجة له في مسيرته بالمركز الخامس، أعلن بيتر ساوبر أنّه نقل ملكية ثلث الفريق إلى الرئيس التنفيذي مونيشا كالتنبورن. حقق بيريز منصة التتويج الثانية له هذا الموسم في الجائزة الكندية الكبرى بالمركز الثالث، بينما أضاف كوباياشي المركز التاسع لمساعدة ساوبر على الصعود إلى المركز السادس في بطولة الصانعين.
بالنسبة للجائزة الألمانية الكبرى، حقق فريق ساوبر أفضل نتيجة له هذا الموسم. بعد أن كانت البداية في المركز الثاني عشر، احتل كوباياشي المركز الخامس، متعادلاً مع أفضل نتيجة له في ذلك الوقت، قبل أن تدفعه ركلة جزاء زمنية لسيباستيان فيتيل إلى المركز الرابع، مما يمنحه أفضل نتيجة في مسيرته. في هذه الأثناء، بعد أن بدأ في المركز السابع عشر بسبب ركلة جزاء، تمكن بيريز من العمل باستراتيجية رائعة للإطارات وأنهى السباق خلف كوباياشي مباشرة، قبل ركلة جزاء فيتيل في المركز السادس، مما يمنح الفريق مجموع نقاط يبلغ عشرون نقطة، وهو الأفضل منذ الانفصال عن شركة بي أم دبليو بي إم دبليو، ويمنحهم ميزة ثلاث وخمسون نقطة على ويليامز ليحتل المركز السادس في بطولة الصانعين. في الجائزة البلجيكية الكبرى، بدأ كوباياشي المنافسة في المركز الثاني وبدأ بيريز في المركز الرابع، وهو أفضل موقع على الشبكة في تاريخ ساوبر. في بداية السباق، تسبب رومان جروجان في حادث مثير أدّى لخروج بيريز وزعيم البطولة فرناندو ألونسو ولويس هاميلتون من السباق. كما تضرّرت سيارة كوباياشي ساوبر وأنهى السباق في المركز الثالث عشر.
عند الجائزة الإيطاليّة الكبرى، سجّلت ساوبر عشرين نقطة. استخدم بيريز استراتيجية التوقّف الواحد للانتقال من المركز الثّاني عشر على الشّبكة ليصعد إلى منصة التتويج الثالثة هذا الموسم بالمركز الثاني، بينما أنهى كوباياشي هذا الموسم بالمركز التاسع. حصل كوباياشي على أول منصة تتويج له والرابع للفريق هذا الموسم في الجائزة اليابانيّة الكبرى؛ في الأسبوع التّالي، أُعلن أن بيتر ساوبر سيتنحى عن الإدارة اليومية لفريقه، وسيُسلّم دور مدير الفريق إلى كالتنبورن.
2013

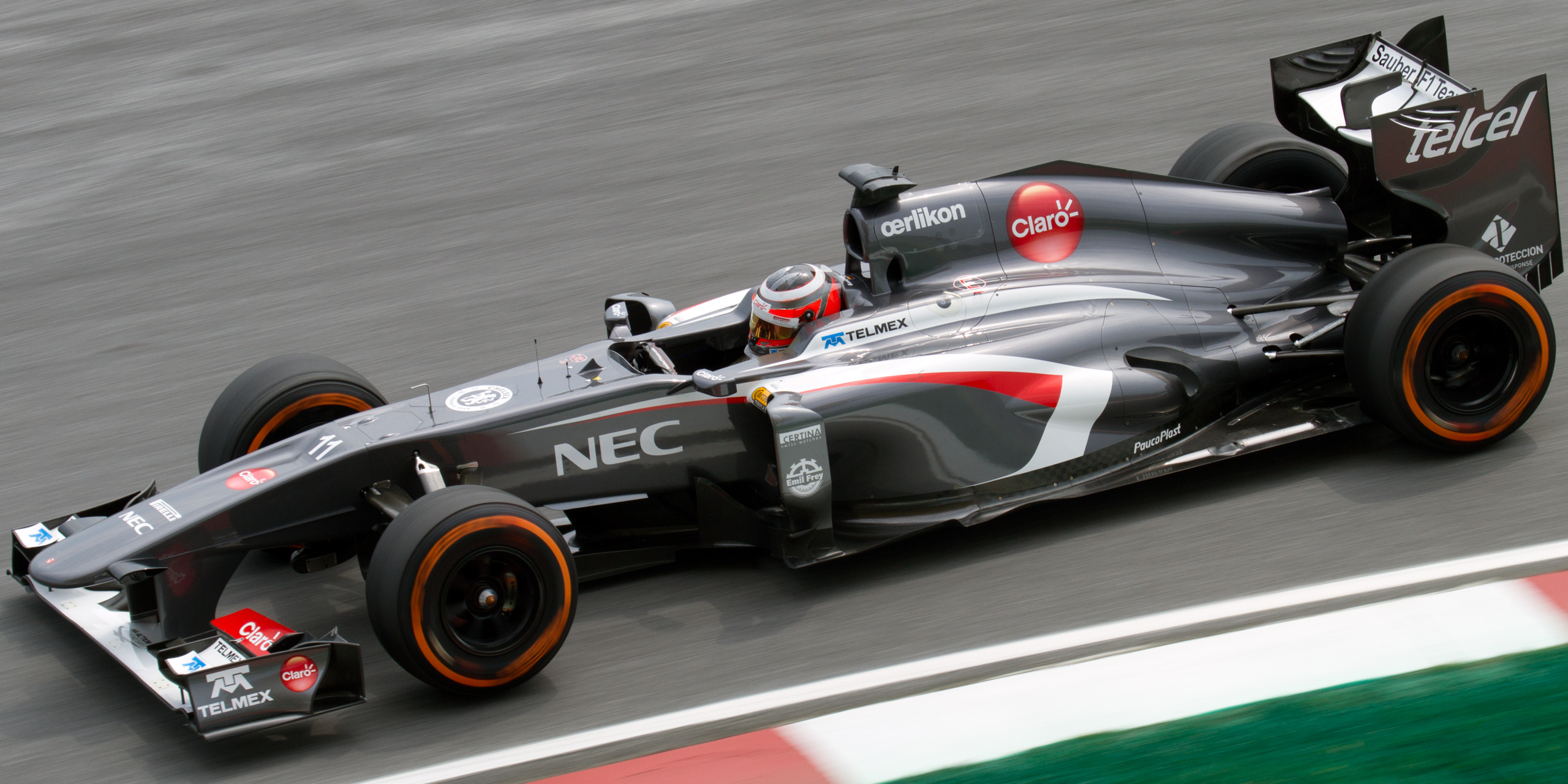
نيكو هولكنبرج يتسابق خلال سباق الجائزة الكبرى الماليزي 2013

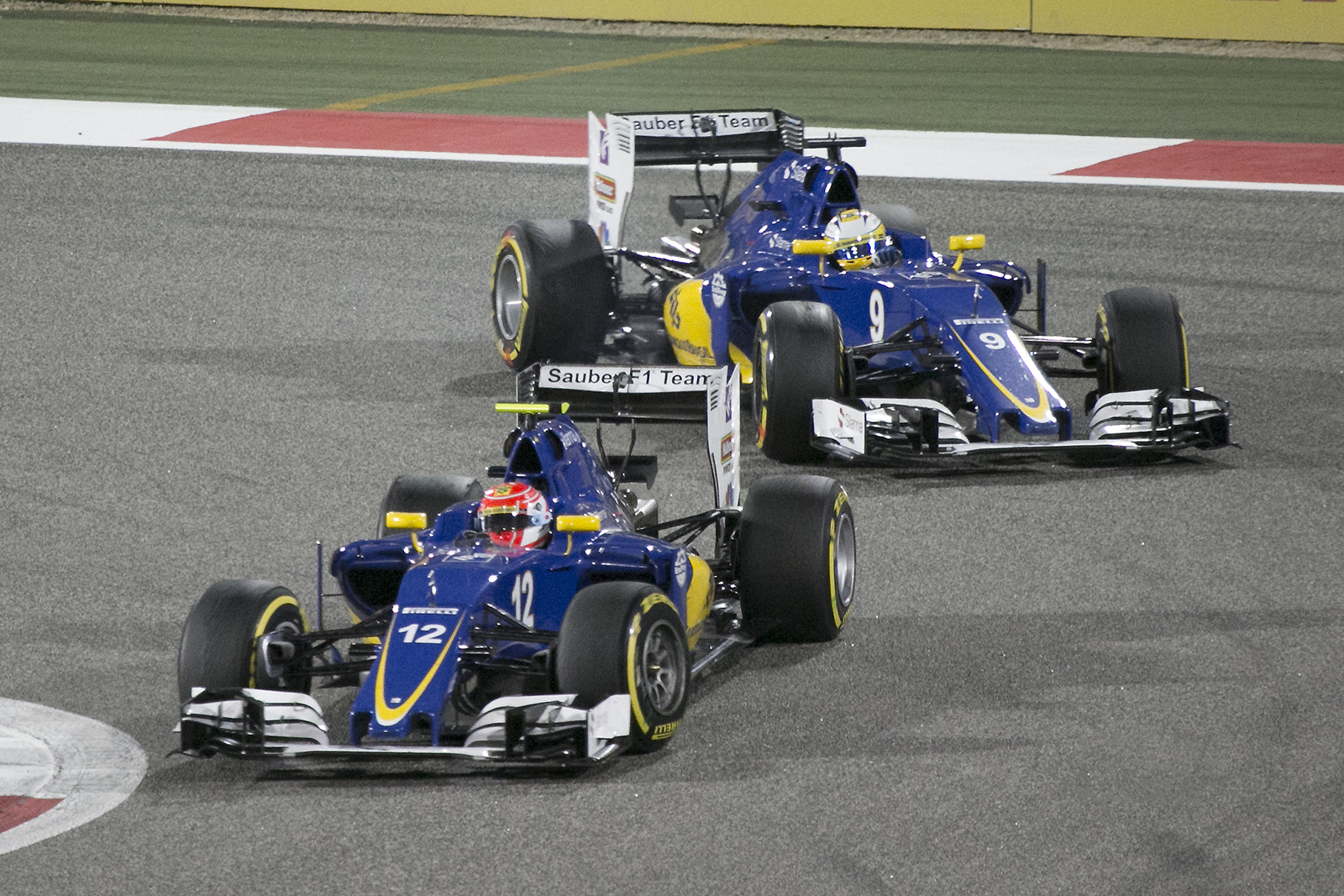
سائقا ساوبر فيليبي نصر وماركوس إريكسون يتنافسان على المركز في جائزة البحرين الكبرى 2016

في الثالث والعشرين من شهر نوفمبر عام 2012، تم الإعلان عن أن نيكو هولكنبرج وإستيبان جوتيريز وروبن فرينز سيكوِّنون تشكيلة الفريق لموسم عام 2013 ؛ هولكنبيرغ وإستبان جوتيريز كجزء من فريق السباق وفرينز كسائق احتياطي. تم إطلاق سيارة الفريق لهذا الموسم، يُطلق عليها C32، في هينويل في اليوم الثاني من شهر فبراير عام 2013 تم تغيير اللون وأصبحت السيارة الآن باللون الرمادي، على غرار سيارات ساوبر في أوائل التسعينيات. على الرغم من حصول هولكنبيرغ على المركز الثامن الواعد في الجولة الثانية من الموسم، الجائزة الماليزية الكبرى، فقد أصبح من الواضح قريبًا أن C32 كانت بعيدة عن القدرة التنافسية التي أظهرها سابقتها، حيث لم يتمكن هولكنبيرغ من الحصول على أفضل من المركز العاشر في السباقات اللاحقة والمبتدئ جوتيريز لم يتمكن من التسجيل اعتبارًا من الجائزة البلجيكية الكبرى. على الرغم من ذلك، تسبب هولكنبرج في صدمة عندما وضع سيارته في المركز الثالث على شبكة الجائزة الإيطالية الكبرى، متفوقًا على سيارتي فيراري في هذه العملية.
في اليوم الخامس عشر من شهر يوليو عام 2013، انضم السائق سيرجي سيروتكين إلى فريق ساوبر كسائق تطوير كجزء من الشراكة مع المستثمرين الروس بهدف ترقيته إلى مقعد السباق في وقت مبكر من عام 2014.
في سباق الجائزة الكبرى في سنغافورة، كان كل من السائقان هولكنبيرغ وجوتيريز متقاربين في النقاط، حيث احتلا المركزين السادس والسابع على التوالي بسبب التوقف تحت سيارة الأمان، ولكن مع ابتعاد إطاراتهما، تمكن هولكنبرج من المركز التاسع وجوتيريز في المركز الثاني عشر فقط. أظهر هولكنبيرغ قيادةً رائعة في كوريا، حيث احتل المركز الرابع وسمح لساوبر بتجاوز تورو روسو في الترتيب. شهد سباق الجائزة الكبرى الياباني أول نقاط مزدوجة للفريق في موسم عام 2013، مع هولكنبيرغ في المركز السادس بعد خوض أغلب السباق بترتيب المركز الرابع، وجوتيريز في المركز السابع بعد معركة مثيرة للإعجاب مواجهًا سيارة مرسيدس نيكو روزبرغ. وسجل هولكنبيرغ مرة أخرى في الجولتين الأخيرتين واحتل ساوبر المركز السابع في بطولة كأس العالم وكان رصيده سبعٍ وخمسين نقطة.
2014

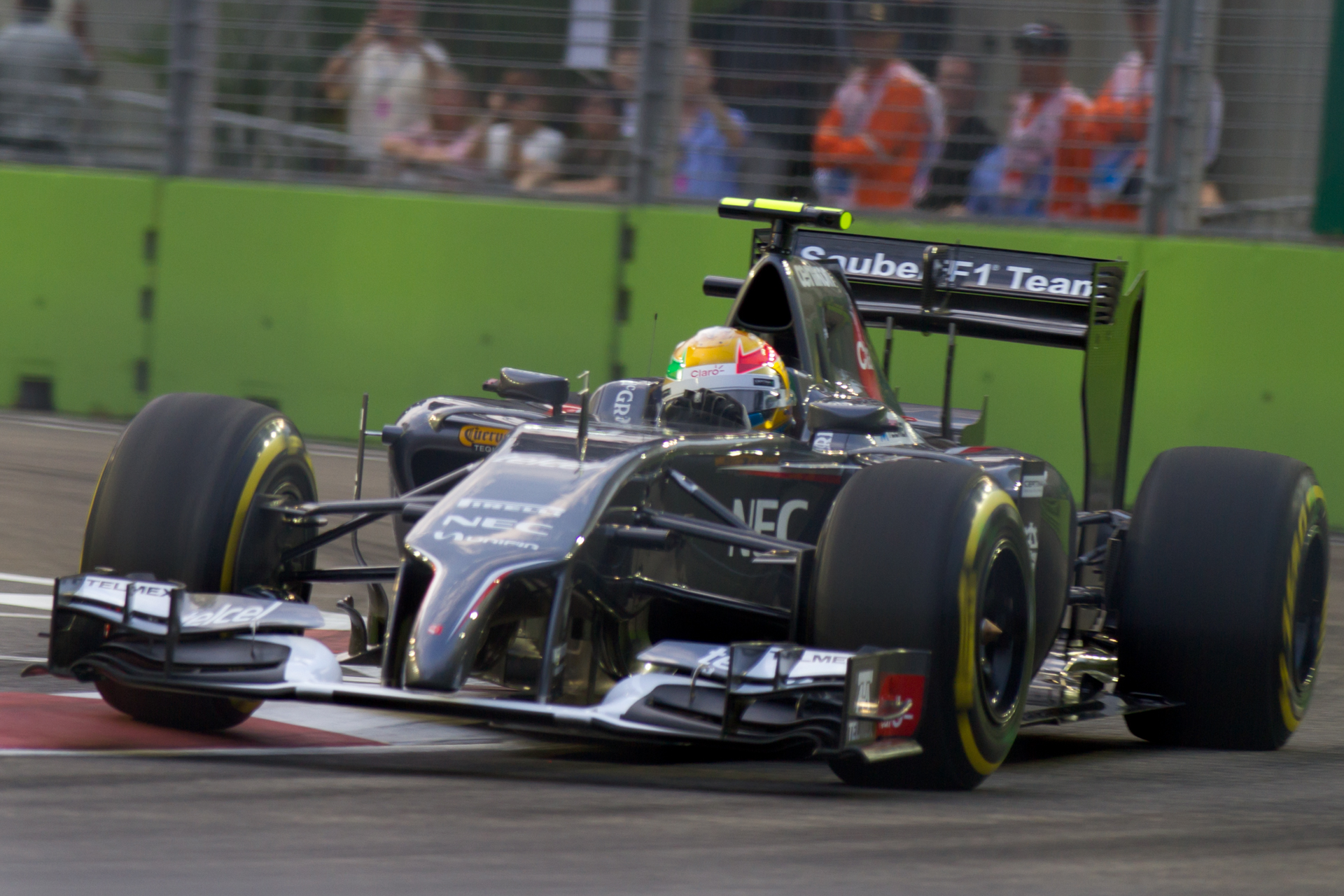
إستيبان جوتيريز في جائزة سنغافورة الكبرى 2014

في شهر فبراير عام 2014، تم توقيع سائق سلسلة سيارات إندي سيمونا دي سيلفسترو من قبل ساوبر باعتباره "سائقًا منتسبًا"، بقصد السباق في فورمولا 1 بحلول 2015. ومع ذلك، مع حلول نهاية عام 2014، لم يعد دي سيلفسترو جزءًا من الفريق. بالنسبة لموسم عام 2014 ، تم الإبقاء على جوتيريز وانضم إليه أدريان سوتيل ، بعد قرار هولكينبيرغ بالعودة إلى فريق فورس إنديا . وعانى الفريق طوال الموسم، وكثيراً ما خرج من الدور الأول من التصفيات وفشل في تسجيل نقطة واحدة لأول مرة في تاريخ الفريق.
2015

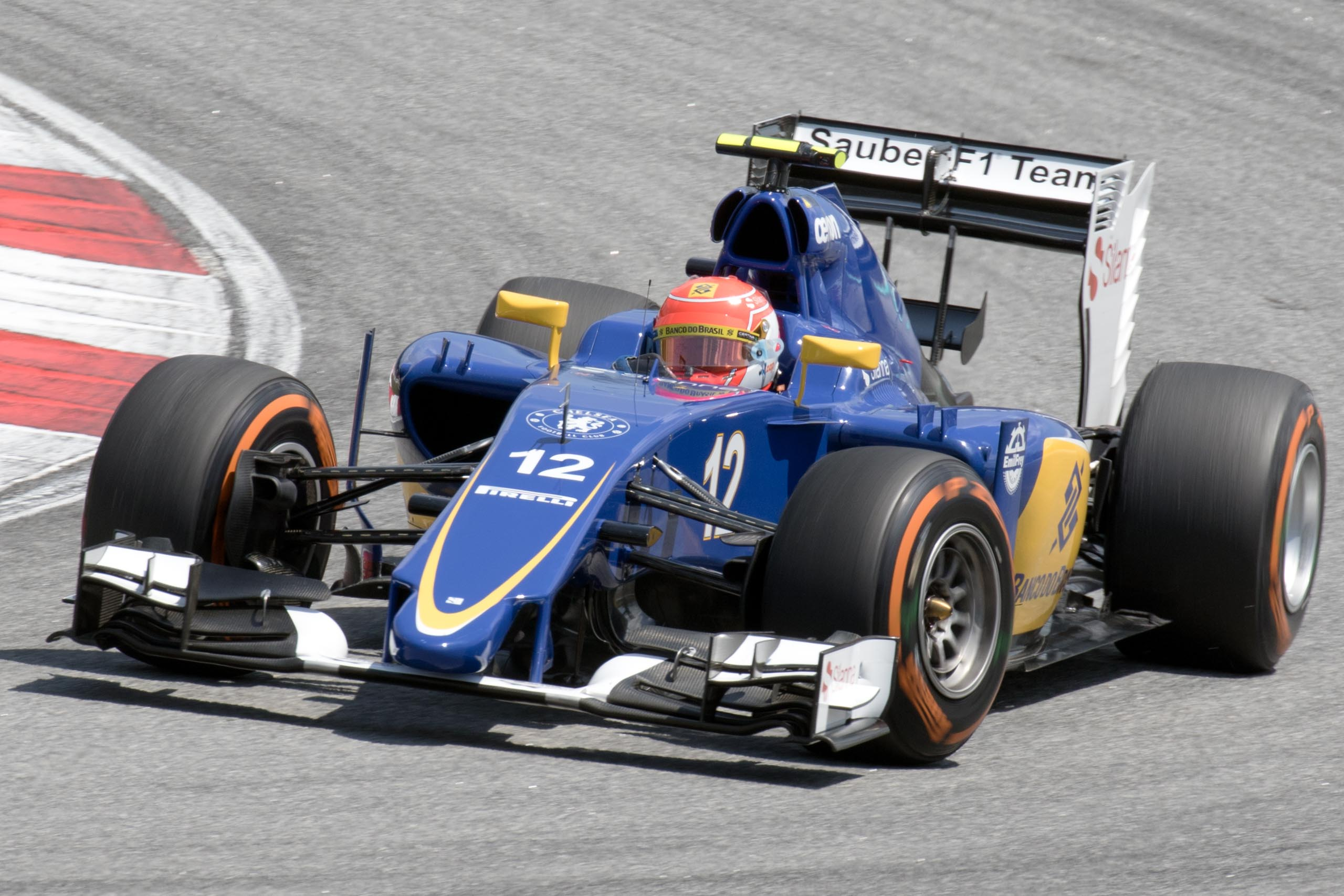
فيليبي نصر يقود سيارة ساوبر C34 في سباق الجائزة الكبرى الماليزي لعام 2015

في الأول من شهر نوفمبر عام 2014، أُعلن أن ماركوس إريكسون سيقود سيارة ساوبر في عام 2015. في الخامس من شهر نوفمبر عام 2014، تم الإعلان عن فيليبي نصر كسائق لفريق ساوبر لإكمال تشكيلة عام 2015. عمل عضو أكاديمية فيراري للسائقين رافائيل مارسيلو كسائق احتياطي. خضع الفريق أيضًا لتغيير اللون وفقًا للراعي الجديد بانكو دو برازيل .
النزاع التعاقدي للسائق
شهدت بداية الموسم تورّط فريق ساوبر في الإجراءات القانونية التي بدأها سائقهم الاحتياطي لعام 2014، جيدو فان دير غارد. في اليوم الخامس من شهر مارس عام 2015، تلقى فان دير غارد قرارًا جزئيًا بموجب التحكيم الدولي من قبل مؤسسة تحكيم الغرف السويسرية، يدعم عقد السائق للحصول على مقعد سباق في عام 2015. انتهك ساوبر العقد عندما وقع الفريق بدلاً من ذلك مع فيليبي نصر وماركوس إريكسون كما أُعلن في شهر نوفمبر عام 2014. على الرغم من أن المحكم السويسري أمر ساوبر "بالامتناع عن اتخاذ أي إجراء من شأنه أن يحرم السيد فان دير غارد من حقه في المشاركة في موسم 2015 للفورمولا 1 كواحد من سائقي السباق المرشحين لساوبر"، إلا أنه تم اتخاذ المزيد من الإجراءات القانونية. كان مطلوبًا لرؤية الجائزة سارية المفعول. قبل الجائزة الأسترالية الكبرى الذي أقيم في الفترة من الثالث عشر إلى الخامس عشر من شهر مارس 2015، تقدّم فان دير غارد بطلب إلى محكمة أسترالية، أمرت في المحكمة الابتدائية في اليوم الحادي عشر من شهر مارس والثاني عشر من نفس الشهر بعد فشل استئناف ساوبر، بالسماح له بالسباق في ملبورن. نظرًا لخطر مصادرة أصولها بسبب عدم الالتزام بأوامر المحكمة،  اختارت ساوبر إلغاء المشاركة في جلسة التدريب الأولى صباح يوم الجمعة  في انتظار نتيجة ازدراء إجراءات المحكمة ضد مديرة فريق ساوبر، مونيشا كالتنبورن.
بناءً على تخمينات وسائل الإعلام، وبفضل تدخل بيرني إيكلستون لتجنب المزيد من الدعاية السلبية عن الرياضة،  تمكّن السائقان إريكسون ونصر من المشاركة في جلسة التدريب الثانية بعد ظهر يوم الجمعة. وتم حل المشكلة بشكل مؤقت يوم السبت في اليوم الرابع عشر من شهر مارس عام 2015، بعد إعلان فان دير غارد أنه سيتخلى عن السباق في ملبورن،  بهدف إيجاد حل أكثر استدامة في المستقبل. وهكذا تمكن فريق ساوبر وسائقيه الجدد لعام 2015، إريكسون ونصر، من إكمال جلسة التصفيات يوم السبت وسباق تسجيل النقاط يوم الأحد. بعد ثلاثة أيام، في اليوم الثامن عشر من شهر مارس 2015، أكّد فان دير غارد أنه وساوبر قد وصلا، بالتراضي، إلى حل من شأنه أن يجعله يتخلى، مرة واحدة وإلى الأبد، عن حقوقه في السباق في الفورمولا 1 مع الفريق مقابل تعويض بمبلغ ستة عشر مليون دولارًا أمريكيًا. ومع ذلك، استمر الجدل بسبب بيان أصدره فان دير غارد كشف فيه عن المزيد من الخلاف وأشار إلى أن نيته كانت أيضًا تعزيز حقوق السائقين في السباقات، الذين غالبًا لا يتم احترام عقودهم. ردًا على ذلك، بيّن فريق ساوبر عن دهشته من ما قاله فان دير غارد بعد التسوية الذي اختار الاكتفاء بالحديث عن المزيد في هذه المسألة.
بعدمت تمّ حلّ النزاع، خضع فريق ساوبر لتحسّن في الأداء عن العام السابق، حيث احتل المركز الخامس في السباق، وهي أفضل نتيجة لهم طوال العام. أنهوا الموسم الثامن متقدمين على مكلارين وماروسيا.
2016
في الثالث والعشرين من شهر يوليو عام 2015، أكد فريق ساوبر أنّه سيتم الاحتفاظ بالسائقين إريكسون ونصر لعام 2016 .
بيع منتصف عام 2016 لشركة Longbow Finance SA
في اليوم العشرين من شهر يوليو لعام 2016، أُعلن أن شركة الاستثمار لونغبو للتمويل ومقرها في دولةسويسرا قد اشترت أسهم كل من بيتر ساوبر ومونيشا كالتنبورن في الشركة، مما جعل شركة لونغبو للتمويل المالك الوحيد لـساوبر. تم الإعلان عن باسكال بيسي لتولي دور بيتر ساوبر كرئيس لمجلس الإدارة والرئيس العام. ظلت مونيشا كالتنبورن مديرة الفريق والرئيسة التنفيذية لشركة ساوبر. جاء الاستحواذ من قبل شركة لونغبو للتمويل بعد سلسلة من التكهنات حول مستقبل شركة ساوبر. كان الفريق يعاني من مشاكل مالية لسنوات قبل تغيير الملكية، وغالبًا ما كان غير قادر على دفع رواتب أعضاء الفريق في الوقت المحدد. يقال إنّ مالكي شركة لونغبو يشمل المليارديرات السويديين فين روسنغ، ستيفان بيرسون وكارل يوهان بيرسون .
خلال الموسم بأكمله سجل الفريق النقاط مرة واحدة فقط. حيث سجل فيليبي نصر المركز التاسع في الجائزة البرازيلية الكبرى، نقطتين للفريق، الذي احتل المركز العاشر في بطولة الصانعين بفارق نقطة واحدة عن مانور .
2017

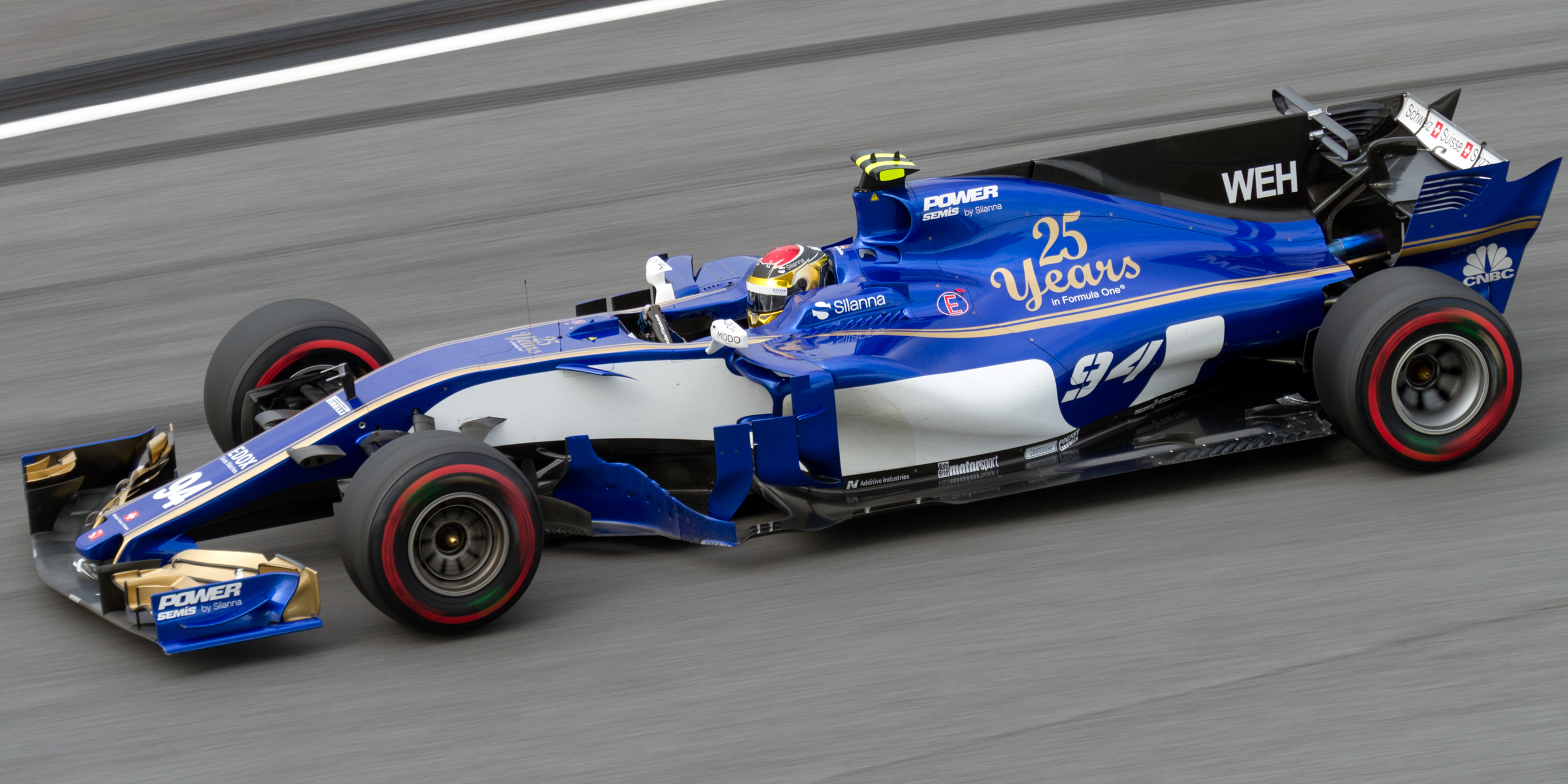
باسكال فيرلاين ينافس فريق ساوبر في سباق الجائزة الكبرى الماليزي 2017

في الحادي عشر من شهر نوفمبر عام 2016، أعلن فريق ساوبر أن إريكسون سيبقى مع الفريق في 2017. في السادس عشر من شهر يناير عام 2017، أعلن الفريق عن توقيع باسكال فيرلاين ليحل محل نصر. بعد إصابة ويرلاين في حادث تصادم في سباق الأبطال 2017، أخذ سائق فيراري الثالث أنطونيو جيوفينازي مكانه في أول اختبار شتوي. بالرغم من أن ويرلين لائق للمشاركة في جائزة أستراليا الكبرى، فقد انسحب لاحقًا بعد المشاركة في أول جلستين تدريبيين، تمّ استبداله بجيوفينازي لبقية عطلة نهاية الأسبوع. حل السائق جيوفينازي محل ويرلين مرة أخرى في السباق التالي في الصين. قبل أيام من سباق جائزة أذربيجان الكبرى 2017، تم التأكيد على أن أول رئيسة لفريق الفورمولا 1 على الإطلاق مونيشا كالتنبورن ستتنحى عن الفريق. تم استبدال دورها كرئيس لفريق الفورمولا 1بمدير فريق رينو السابق فريديريك فاسور.

#### الشراكة مع ألفا روميو (2018)
2018

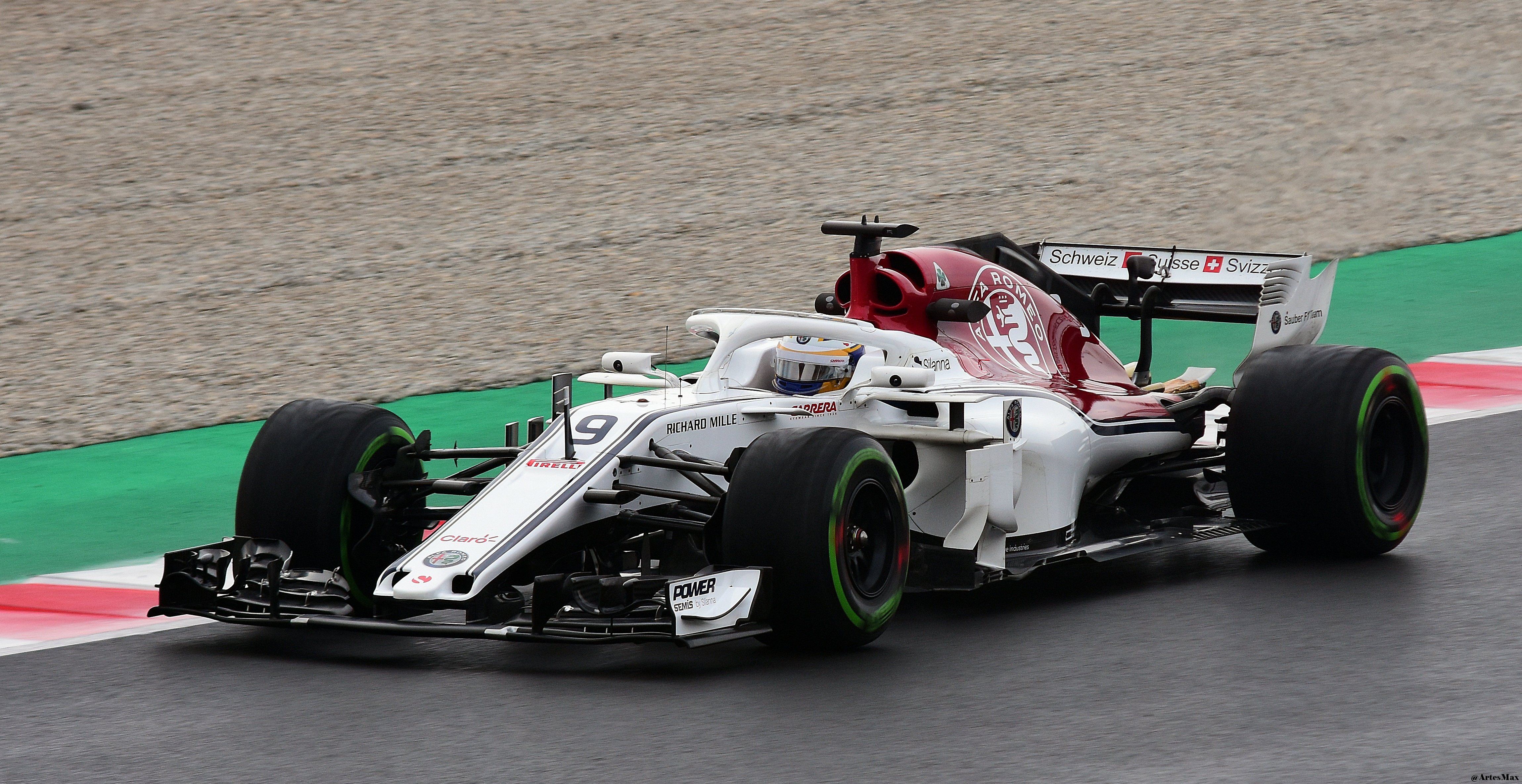
ماركوس إريكسون يقود سيارة ألفا روميو ساوبر C37 خلال اختبارات ما قبل الموسم في حلبة برشلونة-كاتالونيا

في شهر أبريل عام 2017، تم التأكيد على أن شركة ساوبر ستنهي صفقة المحرك مع شركة فيراري وتبدأ عقدًا جديدًا مع هوندا. بينما، في السابع والعشرين من شهر يوليو عام 2017، أُعلن أن ساوبر ألغت شراكتها المخططة مع هوندا لعام 2018 فصاعدًا "لأسباب استراتيجية". في اليوم التالي، أكدت ساوبر اتفاقيتها الجديدة متعددة السنوات مع فيراري للمحركات الحديثة بدءًا من عام 2018  في التاسع والعشرين من شهر نوفمبر عام 2017، أعلنت شركة ساوبر أنها وقعت عقد شراكة فنية وتجارية متعدد السنوات مع ألفا روميو، لذلك أعادت تسمية الفريق إلى فريق ألفا روميو ساوبر للفورمولا 1 لموسم 2018 وما بعده.

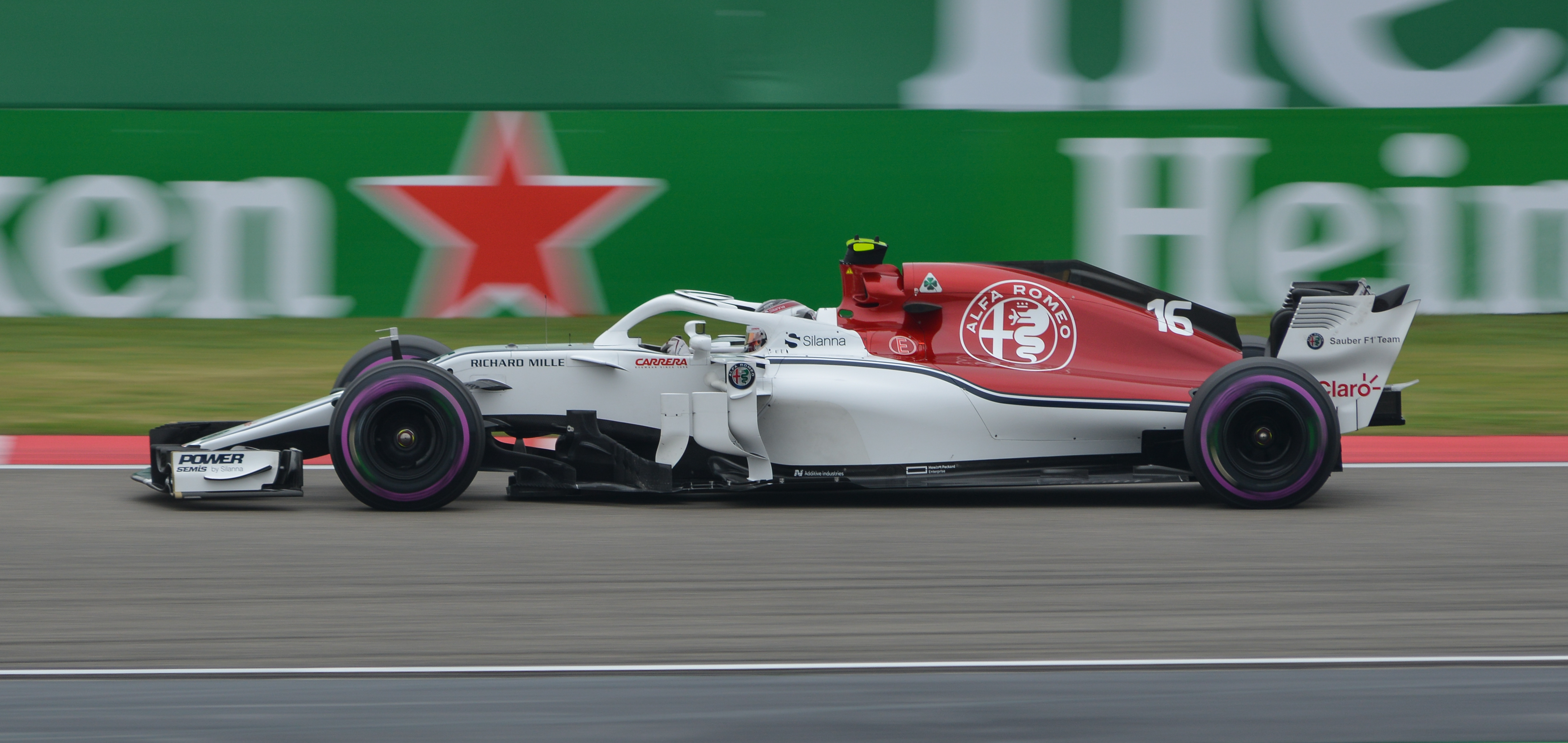
تشارلز لوكلير يقود سيارة Sauber C37 خلال أول جلسة تدريب مجانية لسباق الجائزة الكبرى الصيني 2018 في حلبة شنغهاي الدولية.

في الثاني من شهر ديسمبر عام 2017، أُعلن أن تشارلز لوكلير وماركوس إريكسون سيتنافسان مع الفريق عام 2018  تمت ترقية تاتيانا كالديرون إلى دور سائقة الاختبار، بعد أن كانت سائقة تطوير للفريق لعام 2017.
في الثامن من شهر إبريل في جائزة البحرين الكبرى، احتل إريكسون المركز التاسع وحاز على نقطتين للفريق باستخدام استراتيجية الشباك الواحد. بعد سباقين، احتل لوكلير المركز السادس في سباق جائزة أذربيجان الكبرى حيث كان أعلى مركز للفريق منذ سباق الجائزة الكبرى الأسترالي 2015. السباق الذي أعقب ذلك في دولة إسبانيا شهد احتلال لوكلير للمركز العاشر وحصوله على نقاط متتالية في النتائج النهائية. وكانت المرة الأولى التي ينهي فيها فريق ساوبر النقاط في سباقين متتاليين منذ عام 2015. على مدار الموسم، أنهى ساوبر النقاط في اثني عشر مناسبة وحصل على النقاط في كلا السيارتين مرتين.

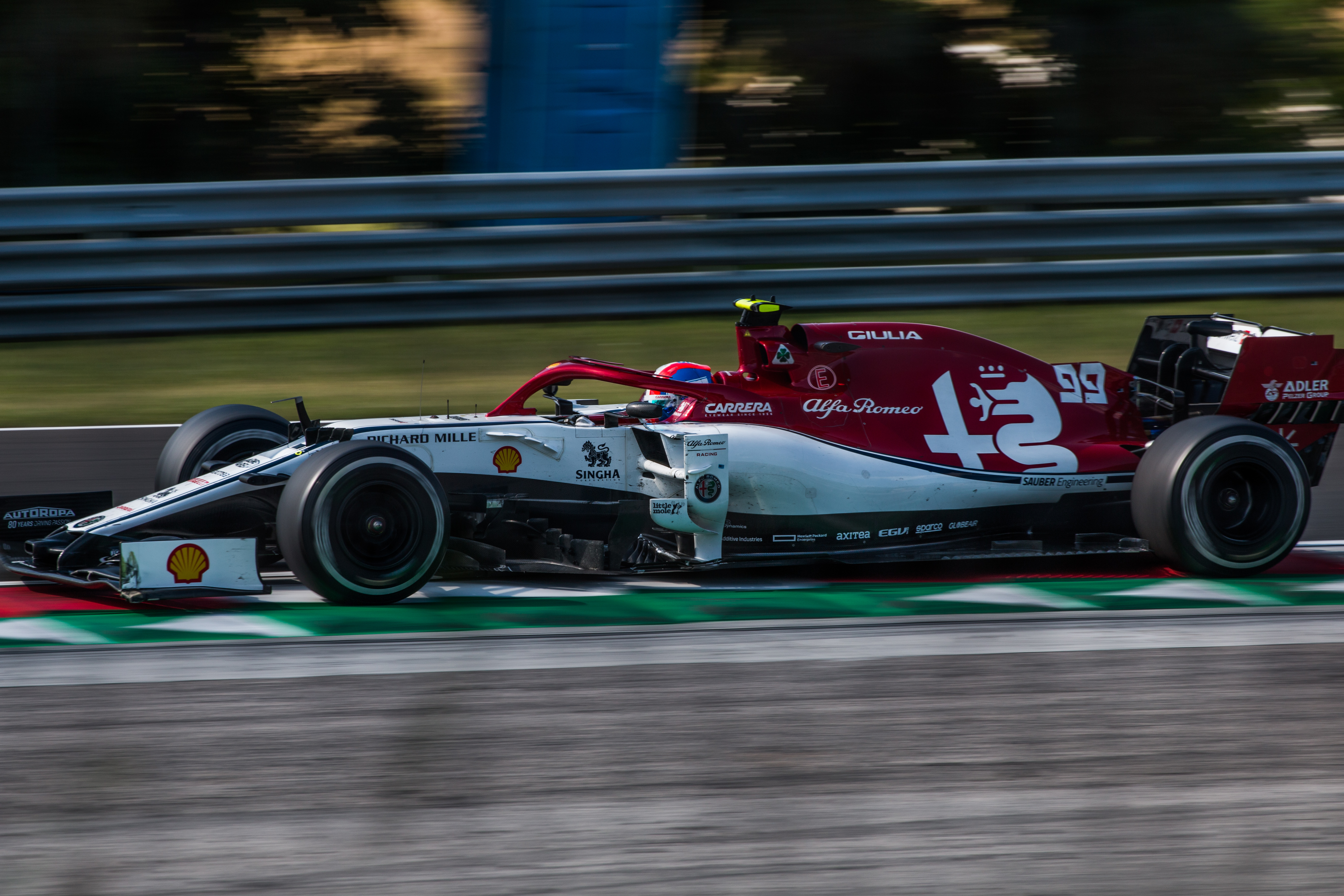
أنطونيو جيوفينازي يقود سيارة ألفا روميو C38 خلال سباق الجائزة الكبرى المجري 2019 في المجر

أنهى فريق ساوبر الموسم برصيد ثمانٍ وأربعين نقطة، ليحتل المركز الثامن في بطولة الصانعين. بعد انتهاء الموسم، لم يتم الاحتفاظ بإريكسون للموسم التالي وغادر السائق لوكلير إلى سكوديريا فيراري.

### فريق ألفا روميو ريسينغ/فورمولا 1 (2019-2023)

#### 2019
في شهر سبتمبر عام 2018، أكد ساوبر أن السائق كيمي رايكونن سيتبادل الأماكن مع تشارلز لوكلير لموسم 2019 . أُعلن أيضًا في شهر سبتمبر عام 2018 أن إريكسون ستبقى مع الفريق، ولكن كسائق ثالث وسفير للعلامة التجارية. أنطونيو جيوفينازي سيحل محل إريكسون ويقود بجانب رايكونن لموسم 2019. في الأول من شهر فبراير عام 2019، أعلنت ساوبر أنها ستتنافس في موسم 2019 باسم سباق ألفا روميو 1 ،على الرغم من أنّ الملكية وترخيص السباق وهيكل الإدارة ستبقى دون تغيير.
كان الموسم عام 2019 موسمًا جيدًا لشركة ألفا روميو، حيث تمكنوا من تسجيل سبعٍ وخمسين نقطة واحتلوا المركز الثامن في بطولة الصانعين. تمكّن رايكونن من إنهاء تسع نقاط خلال الموسم 2019، مع أربع مرات متتالية من بين العشرة الأوائل في السباقات الأربعة الأولى. تمكن السائق جيوفينازي من إنهاء أربع نقاط فقط خلال الموسم بأكمله.
جاء أهم ما في الموسم للفريق في دولة البرازيل. بعد سباقٍ مليء بالإثارة، أدى الاصطدام بين ألكسندر ألبون ولويس هاميلتون إلى صعود فريق ألفا روميو إلى المراكز الخمسة الأولى. رايكونن أنهى المركز الرابع وجيوفينازي أنهى المركز الخامس،  ليحصل على اثنين وعشرين نقطة للفريق ويعزز المركز الثامن في بطولة الصانعين.

#### 2020

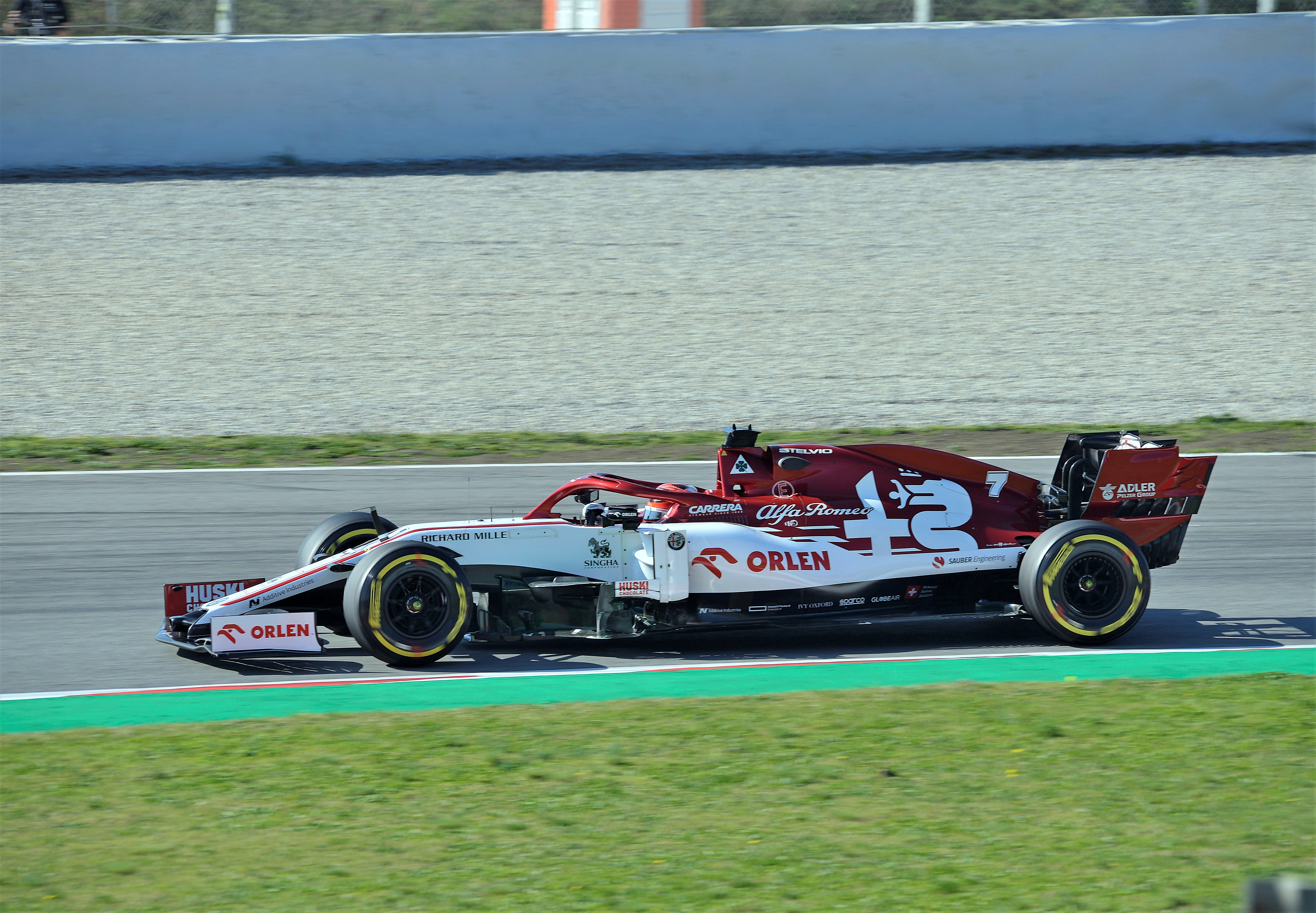
كيمي رايكونن يقود سيارة Alfa Romeo C39 في جلسة اختبار ما قبل الموسم 2020 في حلبة كاتالوينا.

بقي السائقان رايكونن وجيوفينازي في الفريق بعد موسم 2019 المثير للإعجاب. قررت إريكسون التركيز بشكل كامل على سلسلة إندي كار بدلاً من أن تكون السائق الاحتياطي بألفا روميو. وأكد إريكسون أنه سيحافظ على الروابط مع ألفا روميو وساوبر. وقعت شركة ألفا روميو مع السائق روبرت كوبيتسا ليحل محل إريكسون بعد أن تم تسريحه من ويليامز . وهذا يعني أيضًا أن شركة بي كي أن أورلين PKN Orlen ستصبح الراعي المشارك لألفا روميو.
بعدما فتح تحقيق ضدّ وحدة الطاقة في فيراري، توصل الاتحاد الدولي للسيارات إلى اتفاق غير معروف مع شركات فيراري وهاس وألفا روميو. لم تعرف هذه التفاصيل الخاصة بهذه الاتفاقية، لكنها تم إجراؤها لإعاقة أداء وحدة الطاقة الخاصة بفيراري.
لم يكن موسم 2020 موسمًا جيدًا لشركة ألفا روميو. بينما تمكنوا من الاحتفاظ بالمركز الثامن في بطولة الصانعين، إلا إنهم تمكّنوا من الحصول على ثماني نقاطٍ فقط، أي أقل بـتسعٍ وأربعين نقطة، مما حصلوا عليه في عام 2019. طوال الموسم، حصل رايكونن على نقطتين فقط، بينما حصل جيوفينازي على ثلاث نقاط. انتهى كلا السائقين رايكونن وجيوفينازي بأربع نقاط وانتهيا بالمركزين السادس عشر والسابع عشر في ترتيب السائقين على التوالي.

#### 2021
احتفظ فريق ألفا روميو بكل من السائقين رايكونن وجيوفينازي مع كوبيكا كسائق احتياطي لموسم 2021. قبل سباق جائزة إميليا رومانيا الكبرى، أكدت ألفا روميو أن كالوم إيلوت سيصبح سائق الاختبار الخاص بهم. وانتهت اتفاقية وحدة الطاقة الخاصة بفيراري مع الاتحاد الدولي للسيارات، يعني أن وحدة الطاقة يجب أن تعود إلى الاستخدام الطبيعي.
احتل ألفا روميو المركز التاسع في بطولة الصانعين برصيد ثلاثة عشرة نقطة. وسجل رايكونن عشرة نقاط بحصوله على المركز العشر الأوائل في أربع مناسبات، بينما سجل جيوفينازي هدفين ليجمع النقاط الثلاث المتبقية. كان اختبار رايكونن إيجابيًا لـفحص فيروس كورونا COVID-19 قبل سباق الجائزة الكبرى الهولندي، مما أجبره على الجلوس خارج الحدث وكذلك سباق الجائزة الكبرى الإيطالي بعد أسبوع واحد. وحصل كوبيكا على المركزين الخامس عشر والرابع عشر على التوالي.

#### 2022
بعد أن أعلن رايكونن اعتزاله واختار الفريق عدم الاحتفاظ بجيوفينازي، تم توقيع عقود لسائق مرسيدس السابق فالتيري بوتاس والمبتدئ تشو جوانيو لموسم 2022 . دخل الفريق الموسم باسم فريق ألفا روميو أف 1. حصل السائق بوتاس على أفضل نتيجة بالمركز الخامس في إيمولا حيث حصل على المركز العاشر في الترتيب العام، بينما سجل تشو نقاطًا في ثلاثة سباقات واحتل المركز الثامن عشر في ترتيب السائقين.

#### 2023
ومن المقرر أن ينتهي فريق ساوبر من علاقته مع ألفا روميو بنهاية موسم 2023 بعد أن قرر أن لا يجدد الاتفاق. تم الاحتفاظ بثنائي السائقين بوتاس وتشو لهذا الموسم. في الثالث عشر من شهر ديسمبر عام 2022، تم الإعلان عن أندرياس سيدل رئيسًا تنفيذيًا جديدًا لشركة ساوبر اعتبارًا من شهر يناير لعام 2023، ليحل محل فريديريك فاسور.

### فريق مصنع أودي (2026–)
في السادس والعشرين من شهر أكتوبر عام 2022، تم الإعلان على أن ساوبر ستتنافس كفريق مصنّع لسيارات أودي اعتبارًا من عام 2026، باستخدام وحدة الطاقة الخاصة بأودي. وفي شهر يناير 2023، أعلنت أودي الاستحواذ على حصة أقلية في مجموعة ساوبر.

## أكاديمية ساوبر
في شهر نوفمبر عام 2018، دخل فريق ساوبر في شراكة مع الفريق التشيكي شاروز ريسينغ سيستم لتشكيل فريق ساوبر للناشئين.... تلا ذلك إنشاء فريق الكارتينج في شهر مارس 2019. عام 2020، أعاد ساوبر إطلاق فريق الناشئين وتمت تسميته أكاديمية ساوبر، وانفصل عن فريق شاروز التشيكي.